# Alexei Navalny
Alexei Anatolievitch Navalny (em russo:  Алексе́й Анато́льевич Нава́льный; Butyn, 4 de junho de 1976 – Kharp, 16 de fevereiro de 2024) foi um líder da oposição russa, ativista anticorrupção e prisioneiro político. Ele fundou a Fundação Anticorrupção (FBK) em 2011. Foi reconhecido pela Anistia Internacional como prisioneiro de consciência e recebeu o Prêmio Sakharov por seu trabalho em prol dos direitos humanos. 
Por meio de suas contas nas mídias sociais, Navalny e sua equipe publicaram material sobre corrupção na Rússia, organizaram manifestações políticas e promoveram suas campanhas. Em uma entrevista em 2011, ele descreveu o partido governista da Rússia, o Rússia Unida, como um “partido dos bandidos e ladrões”, que se tornou um apelido popular. Navalny e o Fundação Anticorrupção publicaram investigações detalhando a suposta corrupção de autoridades russas de alto escalão e seus associados.
Navalny recebeu duas vezes uma sentença suspensa por desvio de fundos, em 2013 e 2014. Ambos os casos criminais foram amplamente considerados como tendo motivação política e com o objetivo de impedi-lo de concorrer em eleições futuras. Ele concorreu na eleição para prefeito de Moscou em 2013 e ficou em segundo lugar com 27,2% dos votos, mas foi impedido de concorrer na eleição presidencial de 2018.
Em agosto de 2020, Navalny foi hospitalizado após ser envenenado com um agente nervoso Novichok. Ele foi medicamente evacuado para Berlim e recebeu alta um mês depois. Ele acusou o presidente Vladimir Putin de ser responsável por seu envenenamento, e uma investigação implicou agentes do Serviço Federal de Segurança. Em janeiro de 2021, Navalny retornou à Rússia e foi imediatamente detido sob a acusação de violar as condições da liberdade condicional enquanto estava hospitalizado na Alemanha. Após sua prisão, foram realizados protestos em massa em toda a Rússia. No mês seguinte, a sentença suspensa de Navalny foi substituída por uma sentença de prisão de mais de 2 1⁄2 anos de detenção, e suas organizações foram posteriormente designadas como extremistas e liquidadas. Em março de 2022, Navalny foi condenado a mais nove anos de prisão após ser considerado culpado de desvio de fundos e desacato ao tribunal em um novo julgamento descrito como uma farsa pela Anistia Internacional.
Após a rejeição de seu recurso, Navalny foi transferido para uma prisão de alta segurança em junho. Em agosto de 2023, ele recebeu outra sentença de 19 anos por acusações de extremismo.
Em dezembro de 2023, Navalny desapareceu da prisão por quase três semanas. Ele reapareceu em uma colônia corretiva no Círculo Polar Ártico, na Região Autônoma de Yamalo-Nenets. Em 2024, o serviço penitenciário russo informou que Navalny havia morrido, o que posteriormente provocou protestos na Rússia e em vários outros países. Muitos governos ocidentais e organizações internacionais fizeram acusações contra o governo de Putin em relação à sua morte.

## Início de vida
Navalny nasceu em 4 de junho de 1976 em Butyn, Rússia, então parte da União Soviética. Sua mãe, Lyudmila Ivanovna Navalnaya (nascida em 1954), é russa, originária de Zelenograd, e seu pai, Anatoly Ivanovich Navalny (nascido em 1947), é ucraniano de Zalissia, um vilarejo próximo à fronteira entre a Ucrânia e a Bielorrússia que foi realocado devido à contaminação nuclear causada pelo desastre de Chernobyl. Navalny se identificou como metade russo e metade ucraniano e cresceu em Obninsk, cerca de 100 quilômetros (62 milhas) a sudoeste de Moscou, mas passou os verões com seus avós em Zalissia até os oito anos de idade, adquirindo proficiência em ucraniano. Os pais de Navalny são proprietários privados de uma fábrica de tecelagem de cestas - que o casal administra desde 1994 - em Kobyakovo, um vilarejo em Vologda Oblast; eles ainda estavam administrando a fábrica em 2012. A mídia perguntava regularmente a Navalny se ele se identificava mais como russo ou ucraniano e, em seu livro de memórias publicado postumamente, Patriot, ele afirma: “Era como se lhe perguntassem quem você amava mais, sua mãe ou seu pai”.

## Educação
Navalny se formou na escola secundária Kalininets (nível 3 de acordo com o ISCED) em 1993. Ele se formou em Direito pela Universidade Russa da Amizade dos Povos em 1998. Em seguida, estudou valores mobiliários e bolsas de valores na Universidade Financeira do Governo da Federação Russa, graduando-se em 2001.
Em 2010, por recomendação de Garry Kasparov, Yevgeniya Albats e Sergey Guriev, Navalny recebeu uma bolsa de estudos para o programa Yale World Fellows da Universidade de Yale, onde estudou ciências políticas e assuntos mundiais. Como bolsista do programa World Fellows da Universidade de Yale, Navalny teve como objetivo “criar uma rede global de líderes emergentes e ampliar a compreensão internacional” em 2010.

## Carreira legal
De 1998 em diante, Navalny trabalhou como advogado corporativo para várias empresas russas.
Em 2009, Navalny tornou-se advogado e membro da câmara de advogados (associação de advogados) do Oblast de Kirov (número de registro 43/547). Em 2010, devido à sua mudança para Moscou, ele deixou de ser membro da câmara de advogados do Oblast de Kirov e tornou-se membro da câmara de advogados de Moscou (número de registro 77/9991).
Em novembro de 2013, depois que a sentença no caso Kirovles entrou em vigor, Navalny foi privado do status de advogado.

## Atividade política

### Yabloko

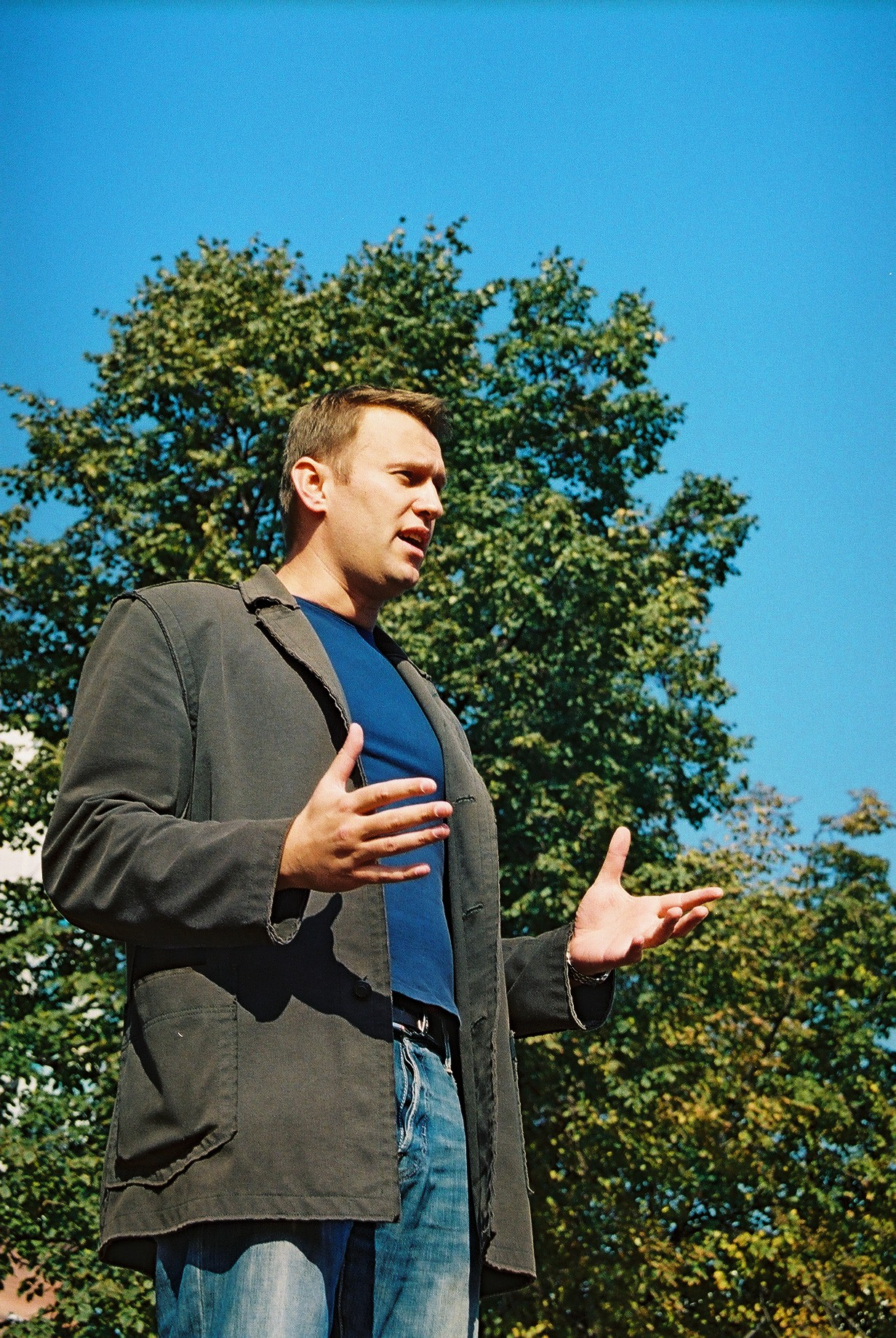
Navalny em 2006.

Em 2000, após o anúncio de uma nova lei que aumentava o limite eleitoral para as eleições da Duma, Navalny se filiou ao Yabloko, o Partido Democrático Unido da Rússia. De acordo com Navalny, a lei estava sendo aplicada contra o Yabloko e a União das Forças de Direita, e ele decidiu se filiar, mesmo não sendo “um grande fã” de nenhuma das organizações. Em 2001, ele foi registrado como membro do partido. Em 2002, foi eleito para o conselho regional da filial de Moscou do Yabloko. Em 2003, ele chefiou a subdivisão de Moscou da campanha eleitoral do partido para a eleição parlamentar realizada em dezembro. Em abril de 2004, Navalny tornou-se chefe de gabinete da filial de Moscou do Yabloko, onde permaneceu até fevereiro de 2007. Também em 2004, tornou-se vice-chefe da seção de Moscou do partido. De 2006 a 2007, ele foi membro do Conselho Federal do partido.
Em agosto de 2005, Navalny foi admitido no Conselho Social do Okrug Administrativo Central de Moscou, criado antes da eleição para a Duma da cidade de Moscou, realizada no final daquele ano, da qual ele participou como candidato. Em novembro, ele foi um dos iniciadores da Câmara Pública da Juventude, destinada a ajudar políticos mais jovens a participar de iniciativas legislativas. Ao mesmo tempo, em 2005, Navalny iniciou outro movimento social juvenil, chamado “DA! - Democratic Alternative” (Alternativa Democrática). O projeto não estava ligado ao Yabloko ou a qualquer outro partido político. Dentro do movimento, Navalny participou de vários projetos. Em particular, ele foi um dos organizadores dos debates políticos conduzidos pelo movimento, que logo repercutiram na mídia. Navalny também organizou debates na televisão por meio do canal estatal TV Center, de Moscou; dois episódios iniciais tiveram alta audiência, mas o programa foi subitamente cancelado. De acordo com Navalny, as autoridades proibiram a aparição de certas pessoas na televisão.
No final de 2006, Navalny recorreu à prefeitura de Moscou, pedindo permissão para realizar a marcha nacionalista russa de 2006. No entanto, ele acrescentou que o Yabloko condenava “qualquer ódio étnico ou racial e qualquer xenofobia” e pediu à polícia que se opusesse a “qualquer manifestação fascista, nazista e xenófoba”.
Em dezembro de 2007, o Yabloko perdeu a eleição legislativa para a Duma russa, recebendo apenas 1,6% dos votos. Em uma reunião do bureau do partido, Navalny propôs a reforma do partido e a mudança de sua liderança devido ao fracasso nas eleições. Ele criticou duramente muitas ações do partido e pediu “a renúncia imediata do presidente do partido e de todos os seus deputados, e a reeleição de pelo menos 70% do bureau”. Ele disse: “O Yabloko fracassou completamente nessas eleições... Não se trata de uma questão de contagem [dos votos]. As eleições foram desonestas e injustas. Mas conseguiríamos ainda menos em eleições justas. Porque eleições justas não devem ser apenas uma transmissão ao vivo para Grigory Alekseevich. Todos devem poder participar. Isso significa que os mais populares Kasparov e Ryzhkov estariam na mesma transmissão ao vivo. Isso significa que Kasyanov, com seus recursos financeiros, participaria das eleições. ... Eu defendo que o Yabloko entrou em colapso porque se transformou em uma seita. Exigimos que todos sejam democratas, mas nós mesmos não queremos ser democratas. ... E quanto piores forem os resultados, mais forte será a posição da liderança.” Ele foi expulso do Yabloko na mesma reunião por suas opiniões nacionalistas e por participar da Marcha Russa. De acordo com o político da oposição russa Ilya Yashin, Navalny foi expulso do Yabloko porque desafiou o líder do partido, Grigory Yavlinsky.

### Eleições parlamentares de 2011 e protestos

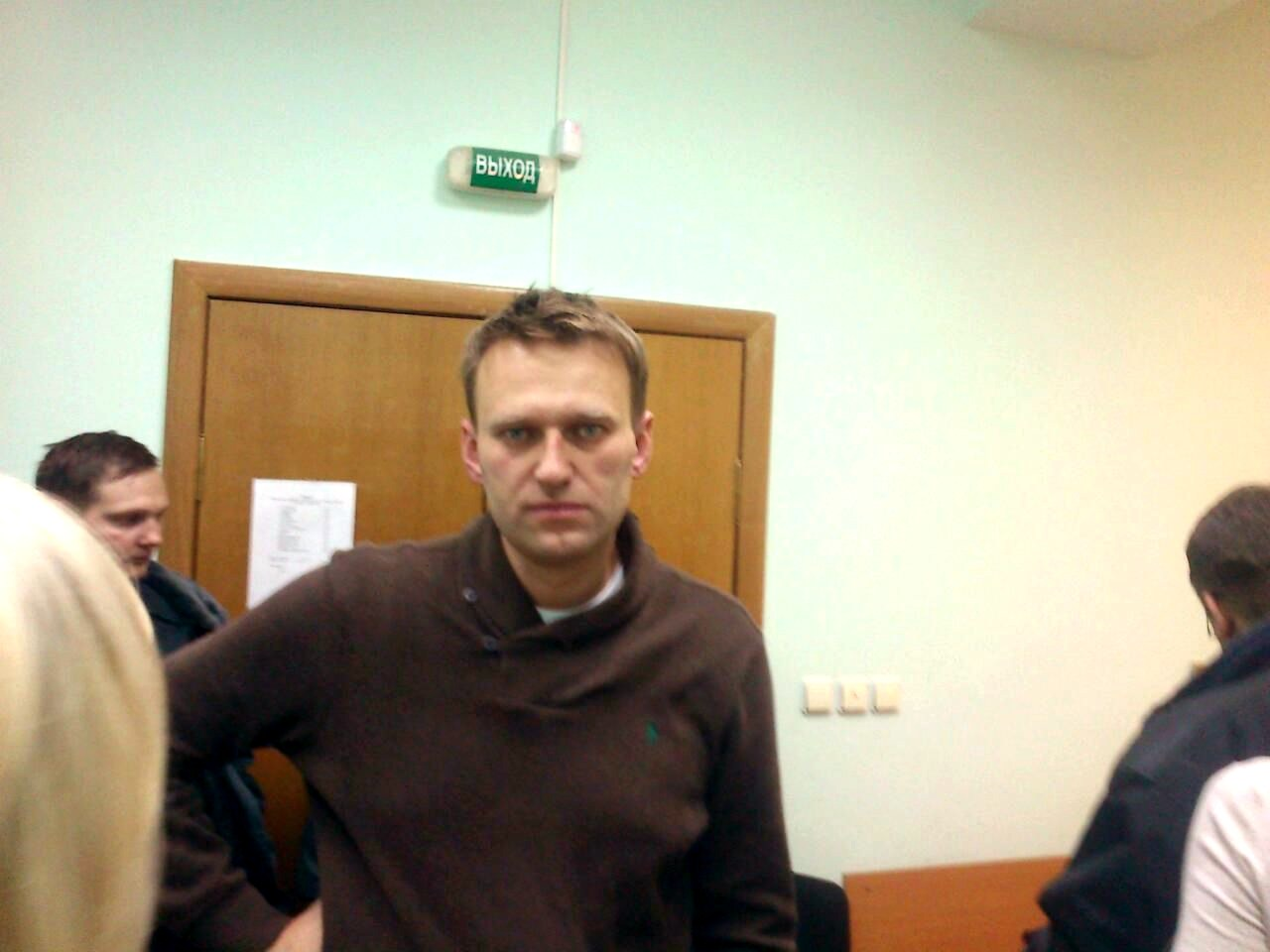
Navalny no tribunal, 6 de dezembro de 2011.

Em dezembro de 2011, após eleições parlamentares e acusações de fraude eleitoral, aproximadamente 6.000 pessoas se reuniram em Moscou para protestar contra o resultado contestado, e cerca de 300 pessoas foram presas, incluindo Navalny. Navalny foi preso em 5 de dezembro. Após um período de incerteza para seus apoiadores, Navalny compareceu ao tribunal e foi condenado a uma pena máxima de 15 dias “por desafiar um funcionário do governo”. Alexei Venediktov, editor-chefe da estação de rádio Echo of Moscow, chamou a prisão de “um erro político: a prisão de Navalny o transforma de um líder on-line em um líder off-line”. Após sua prisão, seu blog ficou disponível em inglês. Navalny foi mantido na mesma prisão que vários outros ativistas, incluindo Ilya Yashin e Sergei Udaltsov, o líder não oficial da Vanguarda da Juventude Vermelha, um grupo radical de jovens comunistas russos. Udaltsov entrou em uma greve de fome para protestar contra as condições.

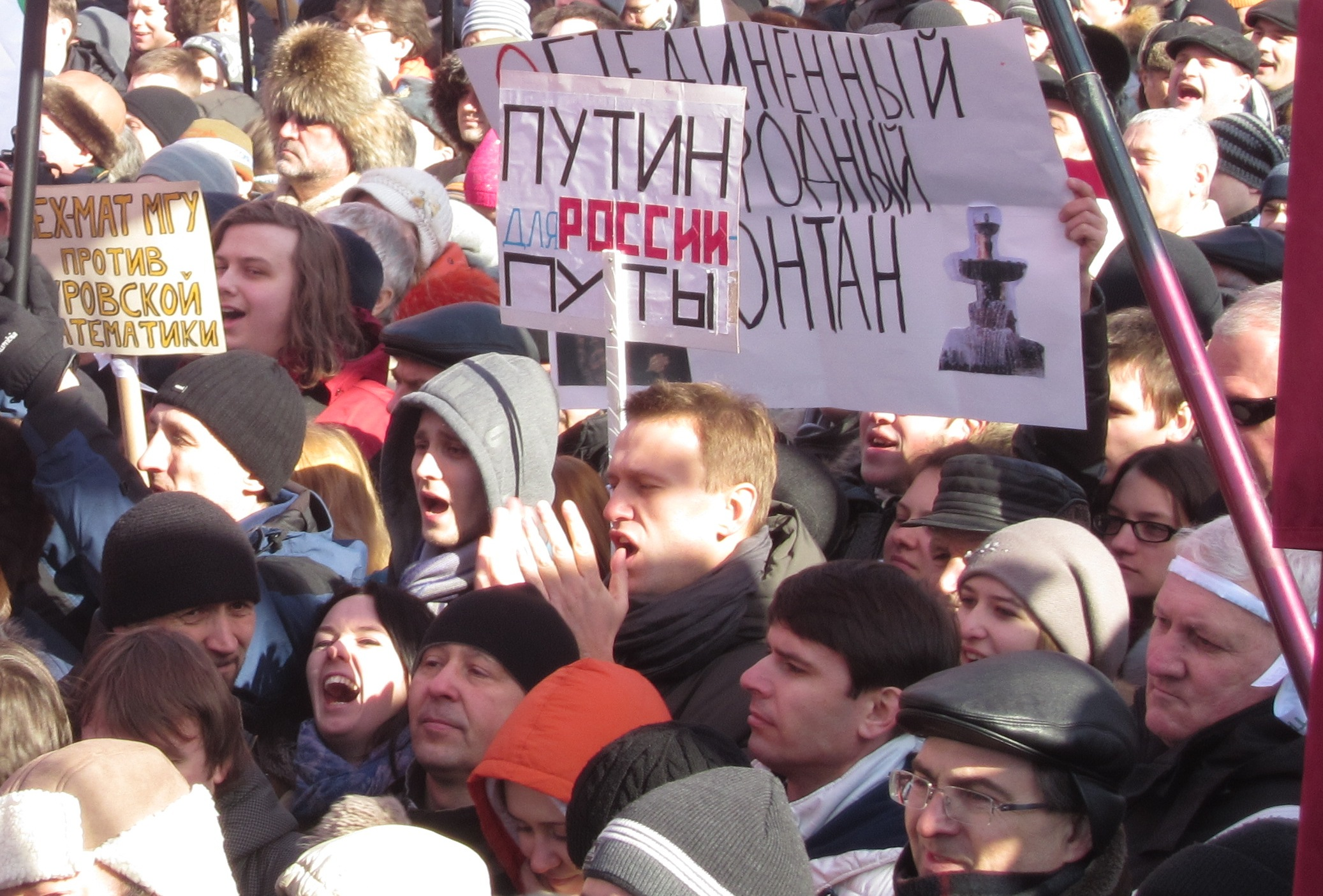
Navalny em um protesto em Moscou, 10 de março de 2012.

Após sua libertação em 20 de dezembro de 2011, Navalny conclamou os russos a se unirem contra Putin, que, segundo Navalny, tentaria reivindicar a vitória na eleição presidencial, que foi realizada em 4 de março de 2012.
Após sua libertação, Navalny informou aos repórteres que não faria sentido ele concorrer às eleições presidenciais porque o Kremlin não permitiria que as eleições fossem justas, mas se fossem realizadas eleições livres, ele estaria “pronto” para concorrer. Em 24 de dezembro, ele ajudou a liderar uma manifestação, estimada em 50.000 pessoas, que foi muito maior do que a manifestação pós-eleitoral anterior. Falando para a multidão, ele disse: “Vejo pessoas suficientes para tomar o Kremlin agora mesmo”. Em março de 2012, depois que Putin foi reeleito presidente, Navalny ajudou a liderar uma manifestação anti-Putin na Praça Pushkinskaya, em Moscou, que contou com a presença de 14.000 a 20.000 pessoas. Após o comício, Navalny foi detido pelas autoridades por várias horas e depois liberado. Em 8 de maio de 2012, um dia após a posse de Putin, Navalny e Udaltsov foram presos após uma manifestação anti-Putin em Clean Ponds, e cada um foi condenado a 15 dias de prisão. A Anistia Internacional designou os dois homens como prisioneiros de consciência. Em 11 de junho, os promotores de Moscou realizaram uma busca de 12 horas na casa de Navalny, no escritório e no apartamento de um de seus parentes.

### Novo partido
Em 26 de junho de 2012, foi anunciado que os companheiros de Navalny estabeleceriam um novo partido político baseado na democracia virtual; Navalny declarou que não pretendia participar desse projeto no momento. Em 31 de julho, eles apresentaram um documento para registrar um comitê organizador de um futuro partido chamado “A Aliança Popular”. O partido se identificava como centrista; um dos líderes atuais do partido e aliado de Navalny, Vladimir Ashurkov, explicou que a intenção era ajudar o partido a obter uma grande parcela de eleitores. Navalny disse que o conceito de partidos políticos estava “ultrapassado” e acrescentou que sua participação tornaria a manutenção do partido mais difícil. No entanto, ele “abençoou” o partido e discutiu sua manutenção com seus líderes. Eles, por sua vez, afirmaram que queriam ver Navalny como membro do partido. Em 15 de dezembro de 2012, Navalny expressou seu apoio ao partido, dizendo: “A Aliança Popular é o meu partido”, mas novamente se recusou a se filiar a ele, citando os processos criminais contra ele.
Em 10 de abril de 2013, o partido apresentou documentos para o obter o registro partidário oficial. Em 30 de abril, o registro do partido foi suspenso. Em 5 de julho de 2013, o registro do partido foi negado; de acordo com o Izvestia, nem todos os fundadores do partido estavam presentes durante o congresso, embora os documentos contivessem suas assinaturas. Após a eleição para prefeito, em 15 de setembro de 2013, Navalny declarou que se juntaria e, possivelmente, lideraria o partido. Em 17 de novembro de 2013, Navalny foi eleito líder do partido.
Em 8 de janeiro de 2014, o partido de Navalny apresentou documentos para registro pela segunda vez. Em 20 de janeiro, o registro do partido foi suspenso; de acordo com as leis russas, dois partidos não podem compartilhar o mesmo nome. Em 8 de fevereiro de 2014, o partido de Navalny mudou seu nome para “Partido do Progresso”. Em 25 de fevereiro de 2014, o partido foi registrado e, a essa altura, tinha seis meses para registrar filiais regionais em pelo menos metade dos territórios federais da Rússia. Em 26 de setembro de 2014, o partido declarou que havia registrado 43 filiais regionais. Uma fonte não identificada do Izvestia no ministério disse que os registros concluídos após o prazo de seis meses não seriam levados em consideração, acrescentando: “Sim, estão ocorrendo julgamentos em algumas regiões... eles não podem registrar novas filiais em outras regiões durante os julgamentos, porque o prazo principal acabou”. O blog de Navalny rebateu: “Nossa resposta é simples. O prazo de seis meses para o registro foi legalmente prorrogado e o processo provisório de apelações de recusas e suspensões de registro foi suspenso”.

Campanha eleitoral de Navalny em 2013.

Em 1º de fevereiro de 2015, o partido realizou uma convenção, na qual Navalny afirmou que o partido estava se preparando para as eleições de 2016, declarando que o partido manteria sua atividade em toda a Rússia, dizendo: “Não temos pudor de trabalhar em terras remotas onde a oposição não trabalha. Podemos até [trabalhar] na Crimeia”. Os candidatos que o partido indicaria seriam escolhidos por meio de eleições primárias; entretanto, ele acrescentou, os candidatos do partido podem ser removidos das eleições. Em 17 de abril de 2015, o partido iniciou uma coalizão de partidos democráticos. Em 28 de abril de 2015, o partido foi privado do registro pelo Ministério da Justiça, que afirmou que o partido não havia registrado o número necessário de filiais regionais dentro de seis meses após o registro oficial. Krainev afirmou que o partido só poderia ser eliminado pela Suprema Corte e acrescentou que nem todos os julgamentos de registro de filiais regionais haviam terminado, chamando o veredito de “duas vezes ilegal”. Ele acrescentou que o partido recorreria à Corte Europeia de Direitos Humanos e expressou confiança de que o partido seria restaurado e admitido nas eleições. No dia seguinte, o partido contestou oficialmente o veredito.

### Candidatura a prefeito de Moscou em 2013

Porcentagens de moscovitas que votaram em Navalny durante a eleição.

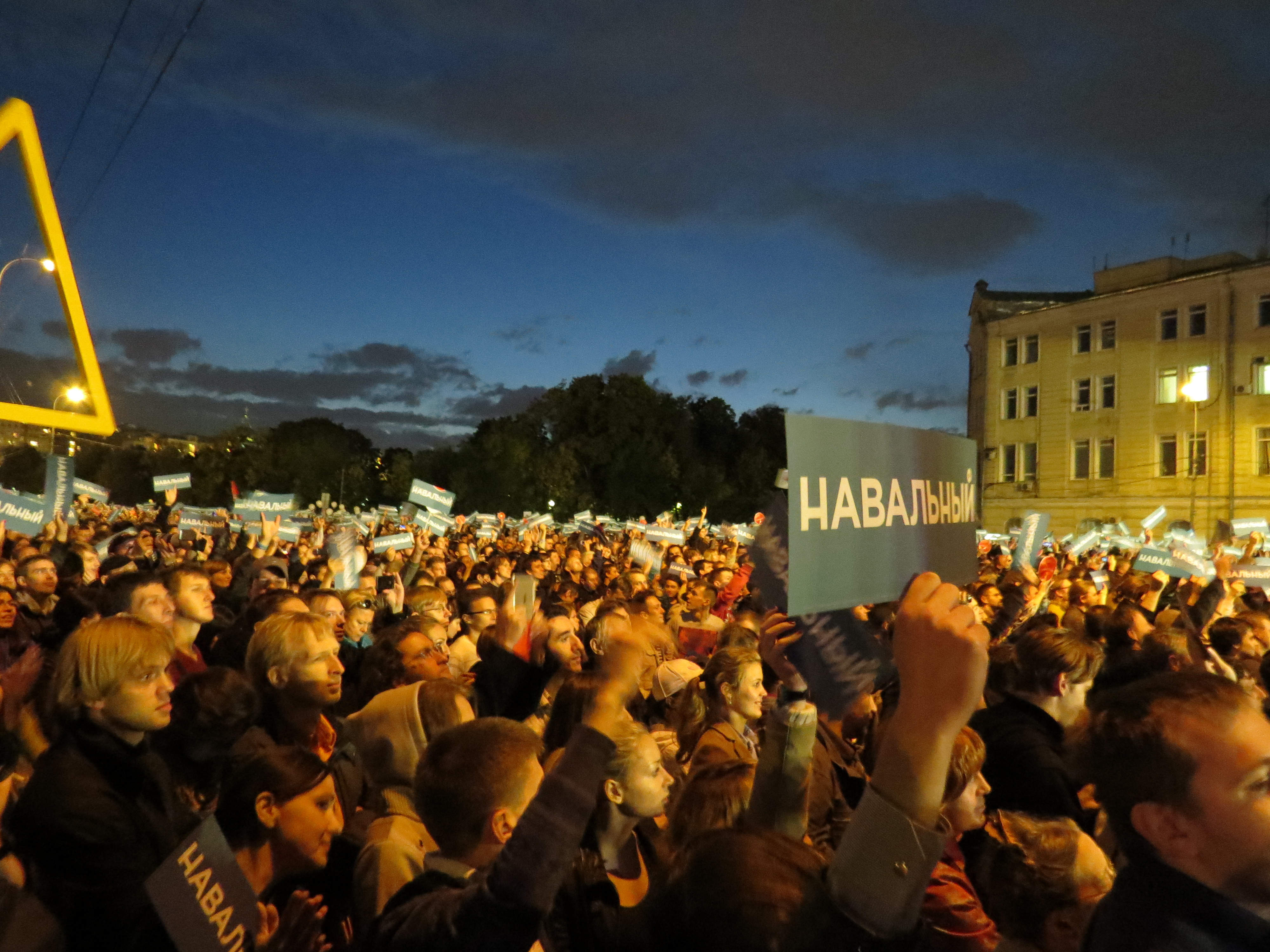
Encontro de Navalny na Praça Bolotnaya, em Moscou, em 9 de setembro de 2013.

Em 30 de maio de 2013, Sergey Sobyanin, prefeito de Moscou, argumentou que um prefeito eleito é uma vantagem para a cidade em comparação com um prefeito nomeado e, em 4 de junho, anunciou que se encontraria com o Presidente Vladimir Putin e pediria a ele uma eleição rápida, mencionando que os moscovitas concordariam que as eleições para governador deveriam ocorrer simultaneamente na cidade de Moscou e no Oblast de Moscou ao redor. Em 6 de junho, a solicitação foi atendida e, no dia seguinte, a Duma da cidade de Moscou marcou a eleição para 8 de setembro, o dia nacional de votação.
Em 3 de junho, Navalny anunciou que concorreria ao cargo. Para se tornar um candidato oficial, ele precisaria de setenta mil assinaturas de moscovitas ou ser vinculado ao cargo por um partido registrado e, em seguida, coletar 110 assinaturas de deputados municipais de 110 subdivisões diferentes (três quartos das 146 de Moscou). Navalny escolheu ser registrado por um partido, o Partido da Liberdade Popular, popularmente conhecido como PARNAS.
Entre os seis candidatos que foram oficialmente registrados como tal, apenas dois (Sobyanin e o comunista Ivan Melnikov) conseguiram coletar o número necessário de assinaturas por conta própria, e os outros quatro receberam um número de assinaturas do Conselho de Formações Municipais, seguindo uma recomendação de Sobyanin, para superar a exigência (Navalny aceitou 49 assinaturas, e outros candidatos aceitaram 70, 70 e 82).
Em 17 de julho, Navalny foi registrado como um dos seis candidatos para a eleição para prefeito de Moscou. Em 18 de julho, ele foi condenado a uma pena de cinco anos de prisão pelas acusações de desvio de fundos e fraude declaradas em 2012. Várias horas depois de sua sentença, ele saiu da disputa e pediu um boicote à eleição. Mais tarde naquele dia, o escritório da promotoria solicitou que Navalny fosse liberado sob fiança e liberado das restrições de viagem, já que o veredito ainda não havia entrado em vigor, dizendo que ele havia seguido as restrições anteriormente. Navalny era candidato a prefeito e, portanto, a prisão não estaria em conformidade com a regra de acesso igualitário ao eleitorado. Ao retornar a Moscou após ser libertado, enquanto aguardava um recurso, ele prometeu permanecer na disputa. O Washington Post especulou que sua libertação foi ordenada pelo Kremlin para fazer com que a eleição e Sobyanin parecessem mais legítimos.
As maiores organizações de pesquisa sociológica previram que Sobyanin venceria a eleição, com 58% a 64% dos votos; elas esperavam que Navalny recebesse de 15 a 20% dos votos e que o comparecimento fosse de 45 a 52%. (O Levada Center foi o único que não fez nenhuma previsão; os dados que tinha em 28 de agosto eram semelhantes aos de outras organizações). Os resultados finais da votação mostraram que Navalny recebeu 27% dos votos, mais do que os candidatos indicados pelos partidos que obtiveram o segundo, terceiro, quarto e quinto maiores resultados durante as eleições parlamentares de 2011, juntos. Navalny se saiu melhor no centro e no sudoeste de Moscou, que têm níveis mais altos de renda e educação. Sobyanin recebeu 51% dos votos, vencendo a eleição. O comparecimento às urnas foi de 32%. As organizações explicaram que as diferenças se deveram ao fato de o eleitorado de Sobyanin não ter votado, pois achavam que seu candidato tinha a vitória garantida. O escritório da campanha de Navalny previu que Sobyanin teria 49% a 51% dos votos, e Navalny teria 24% a 26%.
Muitos especialistas disseram que a eleição foi justa, que o número de irregularidades foi muito menor do que o de outras eleições realizadas no país e que as irregularidades tiveram pouco efeito sobre o resultado. Dmitri Abyzalov, principal especialista do Center of Political Conjuncture, acrescentou que os baixos números de comparecimento são mais um sinal da imparcialidade da eleição, pois mostram que eles não foram superestimados. No entanto, de acordo com Andrei Buzin, copresidente da Associação GOLOS, os Departamentos Estaduais de Seguridade Social acrescentaram pessoas que originalmente não queriam votar às listas dos que votariam em casa, sendo que o número desses eleitores foi de 5% dos que votaram, e acrescentou que isso causou dúvidas se Sobyanin atingiria 50% se isso não ocorresse. Dmitry Oreshkin, líder do projeto “Comissão eleitoral do povo” (que fez uma contagem separada com base nos dados dos observadores eleitorais; seu resultado para Sobyanin foi de 50%), disse que agora que faltavam apenas 2% para o segundo turno, todos os detalhes seriam analisados com muita atenção e acrescentou que era impossível provar “qualquer coisa” juridicamente.
Em 9 de setembro, no dia seguinte à eleição, Navalny denunciou publicamente a contagem, dizendo: “Não reconhecemos os resultados. Eles são falsos”. O gabinete de Sobyanin rejeitou uma oferta de recontagem de votos. Em 12 de setembro, Navalny dirigiu-se ao Tribunal da Cidade de Moscou para anular o resultado da pesquisa; o tribunal rejeitou a alegação. Navalny então contestou a decisão na Suprema Corte da Rússia, mas o tribunal decidiu que os resultados da eleição eram legítimos.

### RPR-PARNAS e a coalizão democrática
Após a eleição para prefeito, foi oferecido a Navalny um cargo como quarto copresidente do RPR-PARNAS. Em 14 de novembro de 2014, os dois copresidentes remanescentes do RPR-PARNAS, Boris Nemtsov e o ex-primeiro-ministro da Rússia Mikhail Kasyanov, declararam que era o momento certo para criar uma ampla coalizão de forças políticas favoráveis à “escolha europeia”; o Partido do Progresso de Navalny era visto como um dos possíveis participantes. Entretanto, em 27 de fevereiro de 2015, Nemtsov foi assassinado em Moscou. Antes de seu assassinato, Nemtsov trabalhou em um projeto de coalizão, no qual Navalny e Khodorkovsky se tornariam copresidentes do RPR-PARNAS. Navalny declarou que a fusão de partidos traria dificuldades burocráticas e questionaria a legitimidade do direito do partido de participar de eleições federais sem coleta de assinaturas. No entanto, o assassinato de Nemtsov acelerou o trabalho e, em 17 de abril, Navalny declarou que havia ocorrido uma ampla discussão entre o Partido do Progresso, o RPR-PARNAS e outros partidos estreitamente alinhados, o que resultou em um acordo de formação de um novo bloco eleitoral entre os dois líderes. Logo depois, o acordo foi assinado por quatro outros partidos e apoiado pela fundação Open Russia, de Khodorkovsky, e os candidatos que o RPR-PARNAS indicaria seriam escolhidos por meio de eleições primárias.
Em 5 de julho de 2015, Kasyanov foi eleito como o único líder do RPR-PARNAS, e o partido foi renomeado para apenas PARNAS. Ele acrescentou que gostaria de eventualmente restabelecer a instituição da copresidência, acrescentando: “Nem Alexei Navalny nem Mikhail Khodorkovsky entrarão em nosso partido hoje e serão eleitos co-presidentes. Mas, no futuro, acho que esse momento chegará”. Em 7 de julho, em uma entrevista divulgada pela TV Rain, ele especificou que Navalny não poderia deixar o seu partido, e que isso precisaria ser feito pelo PARNAS, que incorporaria membros do Partido do Progresso e de outros partidos da coalizão, e que Navalny deveria chegar em algum momento em que “crescesse e sentisse que isso poderia ser feito” e se filiasse ao partido também.

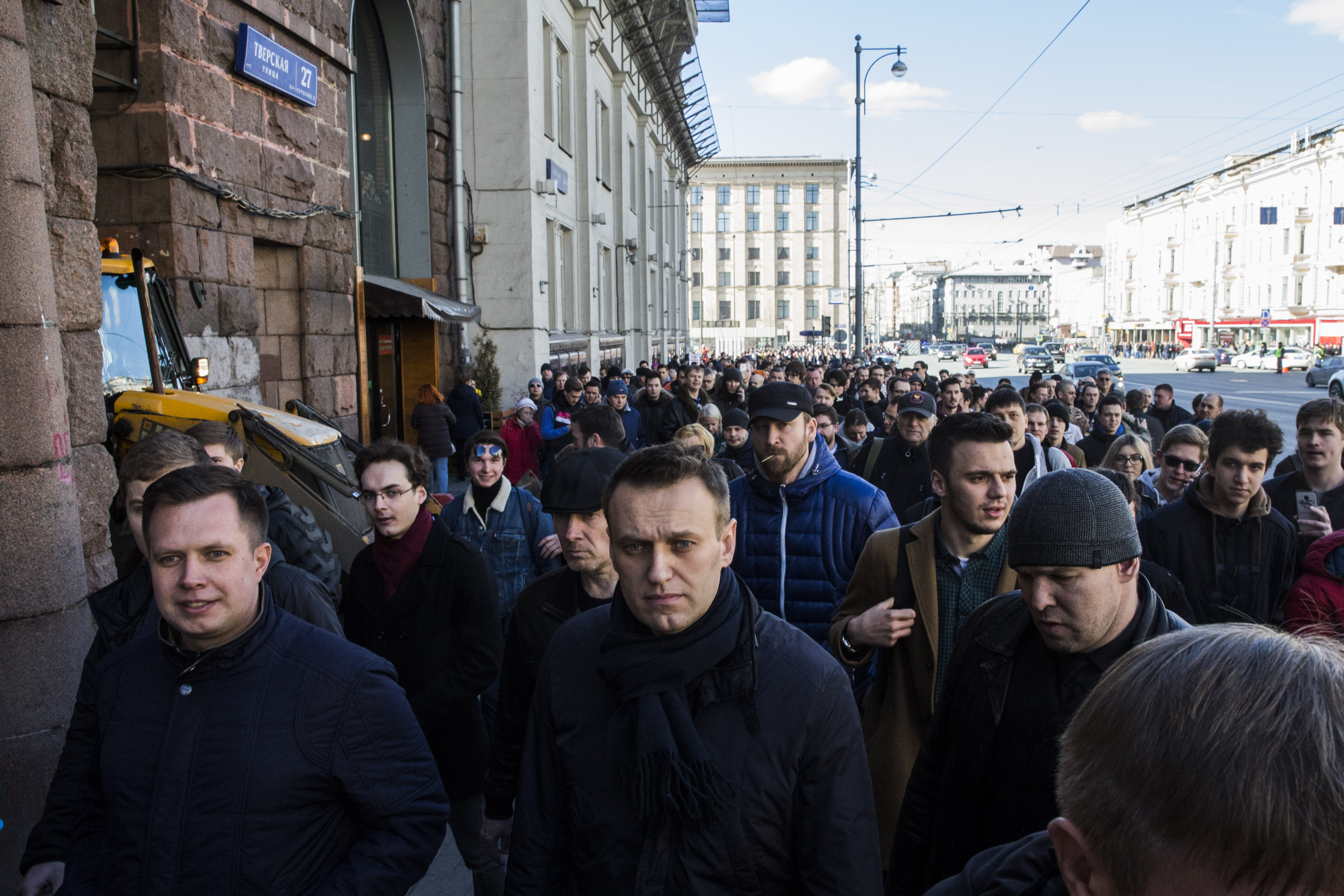
Manifestantes marchando pela rua Tverskaya, em Moscou, em 26 de março de 2017.

A coalizão alegou ter coletado assinaturas de cidadãos suficientes para o registro nas quatro regiões originalmente pretendidas. Entretanto, em uma região, a coalizão declarou que algumas assinaturas e dados pessoais foram alterados por coletores mal-intencionados; as assinaturas nas outras regiões foram rejeitadas pelas comissões eleitorais regionais. No Oblast de Novosibirsk, alguns funcionários do escritório eleitoral entraram em greve de fome, que foi abandonada quase duas semanas depois de seu início, quando Khodorkovsky, Navalny e Kasyanov aconselharam publicamente que isso fosse feito. Foram apresentadas reclamações à Comissão Eleitoral Central da Rússia, após as quais a coalizão foi registrada como participante de uma eleição regional em uma das três regiões contestadas, Kostroma Oblast. De acordo com uma fonte da Gazeta.ru “próxima ao Kremlin”, a administração presidencial via as chances da coalizão como muito baixas, mas estava cautelosa, mas a restauração em uma região ocorreu para que o PARNAS pudesse “marcar um gol de consolação”. De acordo com os resultados oficiais da eleição, a coalizão obteve 2% dos votos, o que não foi suficiente para superar o limite de 5%; o partido admitiu que a eleição estava perdida.

### Eleição presidencial de 2018

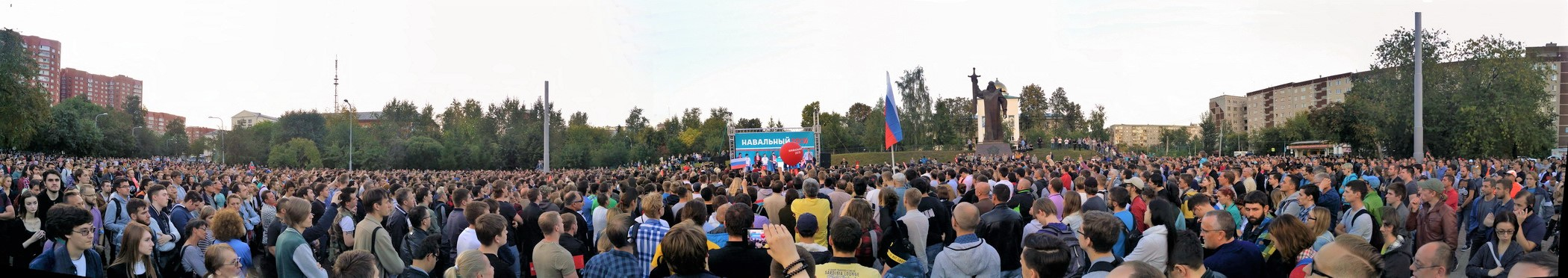
Navalny reunido com seus seguidores em Ecaterimburgo em 16 de setembro de 2017.

Com o crescente apoio popular, Navalny anunciou sua entrada na corrida presidencial em 13 de dezembro de 2016, no entanto, em 8 de fevereiro de 2017, o tribunal distrital de Leninsky de Kirov repetiu sua sentença de 2013 (após o caso ter sido enviado para um novo julgamento com um juiz diferente pela Suprema Corte, que anulou a sentença inicial após a decisão da CEDH, que determinou que a Rússia havia violado o direito de Navalny a um julgamento justo, no caso de Kirovles) e o condenou novamente com uma sentença de cinco anos. Essa sentença, se entrar em vigor e permanecer válida, poderá proibir o futuro registro oficial de Navalny como candidato. Navalny anunciou que buscaria a anulação da sentença que claramente contradiz a decisão da CEDH. Além disso, Navalny anunciou que sua campanha presidencial prosseguiria independentemente das decisões judiciais. Ele se referiu à Constituição russa (artigo 32), que priva apenas dois grupos de cidadãos do direito de serem eleitos: aqueles reconhecidos pelo tribunal como legalmente incapazes e aqueles mantidos em locais de confinamento por uma sentença judicial. De acordo com a Freedom House e a The Economist, Navalny era o candidato mais viável a Vladimir Putin nas eleições de 2018. Navalny organizou uma série de comícios anticorrupção em diferentes cidades da Rússia em março. Esse apelo foi respondido por representantes de 95 cidades russas e quatro cidades no exterior: Londres, Praga, Basileia e Bonn.

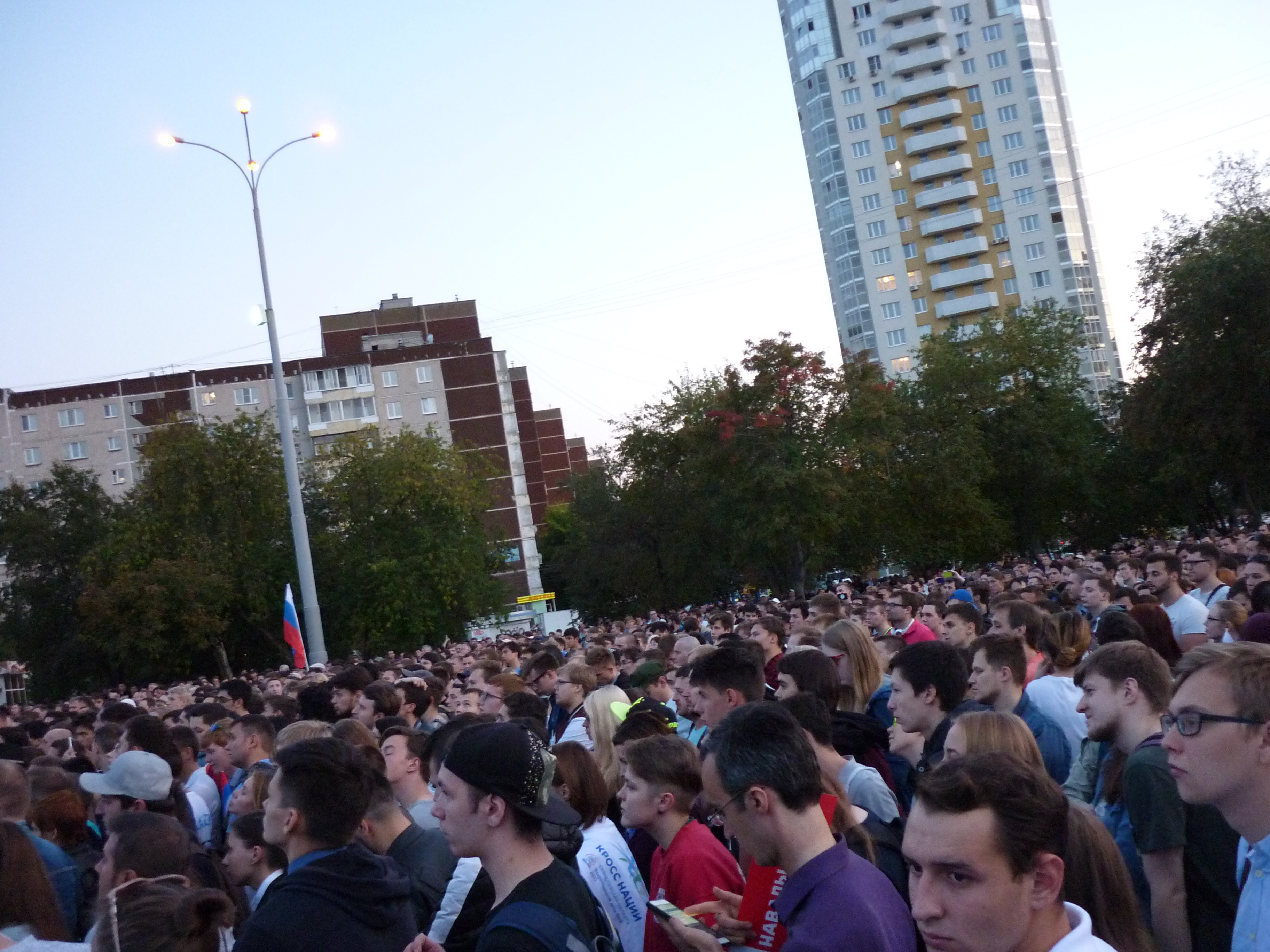
Comício da campanha de Navalny em Ecaterimburgo, 16 de setembro de 2017.

Navalny foi atacado por agressores desconhecidos do lado de fora de seu escritório na Fundação Anticorrupção em 27 de abril de 2017. Eles borrifaram corante verde brilhante, possivelmente misturado com outros componentes, em seu rosto em um ataque Zelyonka que pode danificar os olhos da vítima. Ele já havia sido atacado antes, no início da primavera. No segundo ataque, o desinfetante de cor verde foi evidentemente misturado com um produto químico cáustico, resultando em uma queimadura química em seu olho direito. Segundo relatos, ele perdeu 80% da visão do olho direito. Navalny acusou o Kremlin de orquestrar o ataque.
Navalny foi libertado da prisão em 27 de julho de 2017 após passar 25 dias preso. Antes disso, ele foi preso em Moscou por participar de protestos e foi condenado a 30 dias de prisão por organizar protestos ilegais.
Em setembro de 2017, a Human Rights Watch acusou a polícia russa de interferência sistemática na campanha presidencial de Navalny. “O padrão de assédio e intimidação contra a campanha de Navalny é inegável”, disse Hugh Williamson, diretor da Human Rights Watch para a Europa e Ásia Central. “As autoridades russas devem permitir que os ativistas de Navalny trabalhem sem interferência indevida e investigar adequadamente os ataques contra eles por parte de ultranacionalistas e grupos pró-governo.” Em 21 de setembro, o Comitê de Ministros do Conselho da Europa convidou as autoridades russas, em conexão com o caso Kirovles, “a usar urgentemente outros meios para eliminar a proibição da candidatura do Sr. Navalny às eleições”.
Navalny foi condenado a 20 dias de prisão em 2 de outubro de 2017 por convites para participar de protestos sem a aprovação das autoridades estatais.

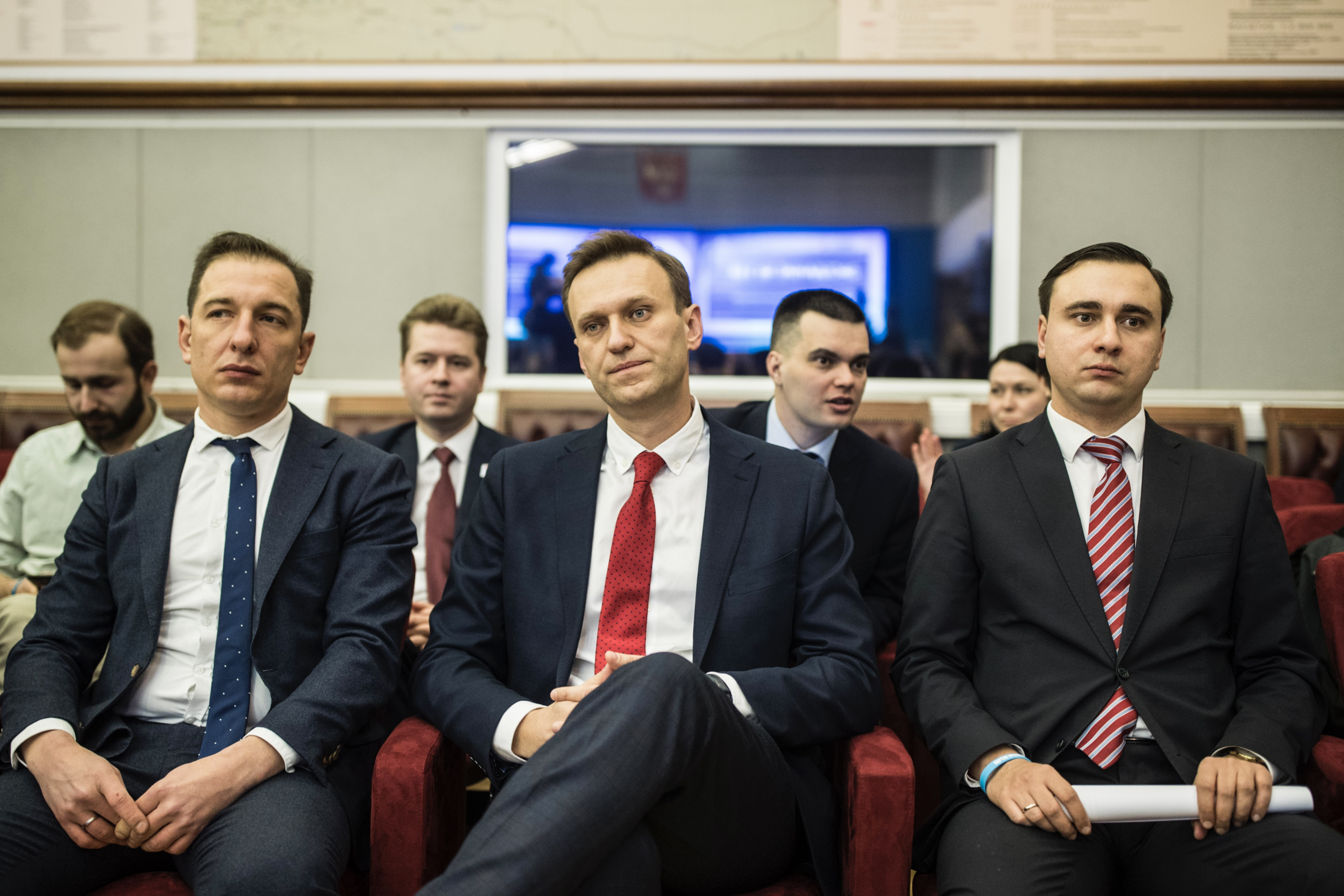
Roman Rubanov, Navalny e Ivan Zhdanov em uma reunião da Comissão Eleitoral Central em dezembro de 2017.

Em dezembro de 2017, a Comissão Eleitoral Central da Rússia impediu Navalny de concorrer à presidência em 2018, citando a condenação de Navalny por corrupção. A União Europeia disse que a remoção de Navalny lançou “sérias dúvidas” sobre a eleição. Navalny pediu um boicote à eleição presidencial de 2018, afirmando que sua remoção significava que milhões de russos estavam tendo seu voto negado. Navalny entrou com um recurso contra a decisão da Suprema Corte da Rússia em 3 de janeiro, mas alguns dias depois, em 6 de janeiro, a Suprema Corte da Rússia rejeitou seu recurso.
Navalny liderou protestos em 28 de janeiro de 2018 para pedir um boicote à eleição presidencial russa de 2018. Navalny foi preso no dia do protesto e liberado no mesmo dia, aguardando julgamento. O OVD-Info informou que 257 pessoas foram presas em todo o país. De acordo com as notícias russas, a polícia declarou que Navalny provavelmente seria acusado de convocar manifestações não autorizadas. Dois dos associados de Navalny foram condenados a breves penas de prisão por incitarem as pessoas a participarem de comícios de oposição não sancionados. Navalny declarou em 5 de fevereiro de 2018 que o governo estava acusando Navalny de agredir um oficial durante os protestos. Navalny estava entre as 1.600 pessoas detidas durante os protestos de 5 de maio, antes da posse de Putin; Navalny foi acusado de desobedecer à polícia. Em 15 de maio, ele foi condenado a 30 dias de prisão. Imediatamente após sua libertação, em 25 de setembro de 2018, ele foi preso e condenado por organizar manifestações ilegais e sentenciado a mais 20 dias de prisão.

### Eleições para a Duma de Moscou em 2019

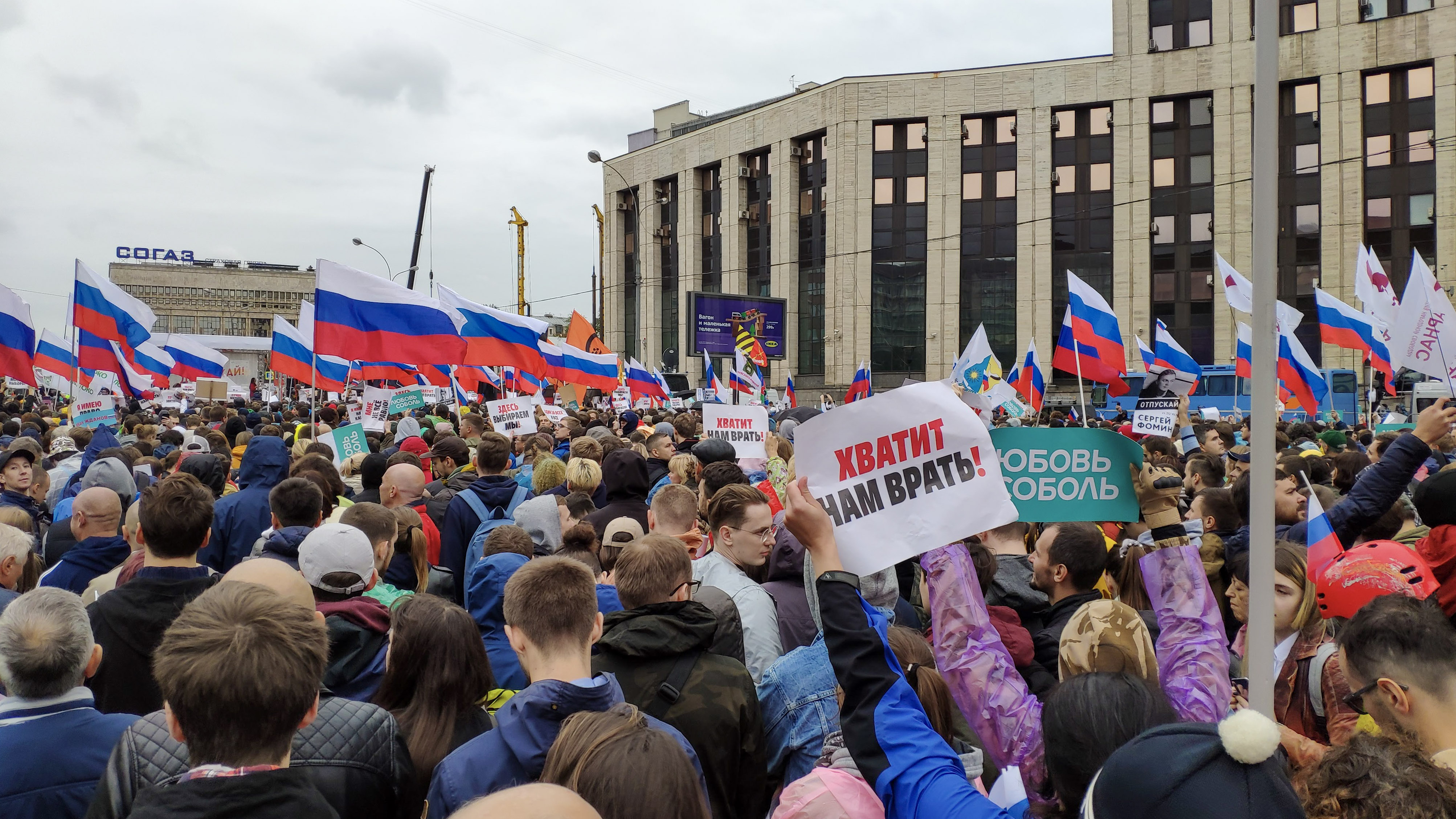
Manifestação pelo direito de voto em Moscou (10 de agosto de 2019).

Durante a eleição para a Duma da cidade de Moscou em 2019, Navalny apoiou candidatos independentes, a maioria dos quais não teve permissão para participar das eleições, o que levou a protestos de rua em massa. Em julho de 2019, Navalny foi preso, primeiro por dez dias e depois, quase imediatamente, por 30 dias. Na noite de 28 de julho, ele foi hospitalizado com graves lesões nos olhos e na pele. No hospital, ele foi diagnosticado com uma “alergia”, embora esse diagnóstico tenha sido contestado por Anastasia Vasilyeva, uma oftalmologista que já havia tratado Navalny depois de um ataque químico realizado por um suposto manifestante em 2017. Vasilyeva questionou o diagnóstico e sugeriu a possibilidade de que a condição de Navalny fosse o resultado dos “efeitos prejudiciais de produtos químicos indeterminados”. Em 29 de julho de 2019, Navalny recebeu alta do hospital e foi levado de volta à prisão, apesar das objeções de seu médico pessoal, que questionou os motivos do hospital. Apoiadores de Navalny e jornalistas próximos ao hospital foram atacados pela polícia e muitos foram detidos. Em resposta, ele iniciou o projeto Voto Inteligente.

### Referendo constitucional em 2020
Navalny fez campanha contra a votação das emendas constitucionais que ocorreu em 1º de julho, chamando-a de “golpe” e “violação da constituição”. Ele também disse que as mudanças permitiriam que o presidente Putin se tornasse “presidente vitalício”. Depois que os resultados foram anunciados, ele os chamou de “grande mentira” que não refletia a opinião pública. As reformas incluem uma emenda que permite que Putin cumpra mais dois mandatos (até 2036), após o término de seu quarto mandato presidencial.

## Investigações anti-corrupção
Em 2008, Navalny tentou se tornar um acionista ativista de cinco empresas russas de petróleo e gás (Rosneft, Gazprom, Gazprom Neft, Lukoil e Surgutneftegas), investindo 300.000 rublos com o objetivo final de aumentar a transparência de seus ativos financeiros. Essa transparência é exigida por lei, mas há alegações de que os gerentes de alto nível dessas empresas estão envolvidos em roubos e resistindo à transparência.
Em novembro de 2010, Navalny publicou documentos confidenciais sobre a auditoria da Transneft. De acordo com o blog de Navalny, cerca de US$ 4 bilhões foram roubados pelos líderes da Transneft durante a construção do oleoduto Sibéria Oriental-Oceano Pacífico. Em dezembro, Navalny anunciou o lançamento do projeto RosPil, que busca trazer à tona práticas corruptas no processo de compras governamentais. O projeto tira proveito da regulamentação existente sobre aquisições que exige que todos os pedidos de licitação do governo sejam publicados on-line. As informações sobre as propostas vencedoras também devem ser publicadas on-line. O nome RosPil é um trocadilho com o termo de gíria “распил” (literalmente “serrar”), que implica o desvio de fundos estatais.
Em maio de 2011, Navalny lançou o RosYama (literalmente “buraco russo”), um projeto que permitia que as pessoas relatassem buracos e acompanhassem as respostas do governo às reclamações. Em agosto, Navalny publicou documentos relacionados a um escandaloso negócio imobiliário entre os governos húngaro e russo. De acordo com os documentos, a Hungria vendeu um prédio de uma antiga embaixada em Moscou por US$ 21 milhões a uma empresa offshore de Viktor Vekselberg, que imediatamente o revendeu ao governo russo por US$ 116 milhões. O valor real da propriedade foi estimado em US$ 52 milhões. Irregularidades no rastro de documentos implicavam em conluio. Três funcionários húngaros responsáveis pelo negócio foram detidos em fevereiro de 2011.
Navalny foi o fundador da Fundação Anticorrupção (FBK).
Em fevereiro de 2012, Navalny concluiu que o dinheiro federal russo destinado ao Ministério do Interior da Chechênia de Ramzan Kadyrov estava sendo gasto “de forma totalmente obscura e fraudulenta”. Em maio, Navalny acusou o vice-primeiro-ministro Igor Shuvalov de corrupção, afirmando que as empresas de Roman Abramovich e Alisher Usmanov haviam transferido dezenas de milhões de dólares para a empresa de Shuvalov, permitindo que Shuvalov participasse do lucro da compra da empresa siderúrgica britânica Corus por Usmanov. Navalny publicou digitalizações de documentos em seu blog mostrando as transferências de dinheiro. Usmanov e Shuvalov declararam que os documentos que Navalny havia publicado eram legítimos, mas que a transação não havia violado a lei russa. “Segui inabalavelmente as regras e os princípios de conflito de interesses”, disse Shuvalov. “Para um advogado, isso é sagrado”. Em julho, Navalny publicou documentos em seu blog que supostamente mostravam que Alexander Bastrykin, chefe do Comitê de Investigação da Rússia, possuía um negócio não declarado na República Tcheca. A postagem foi descrita pelo Financial Times como o “tiro de resposta” de Navalny por ter tido seus e-mails vazados durante sua prisão no mês anterior.

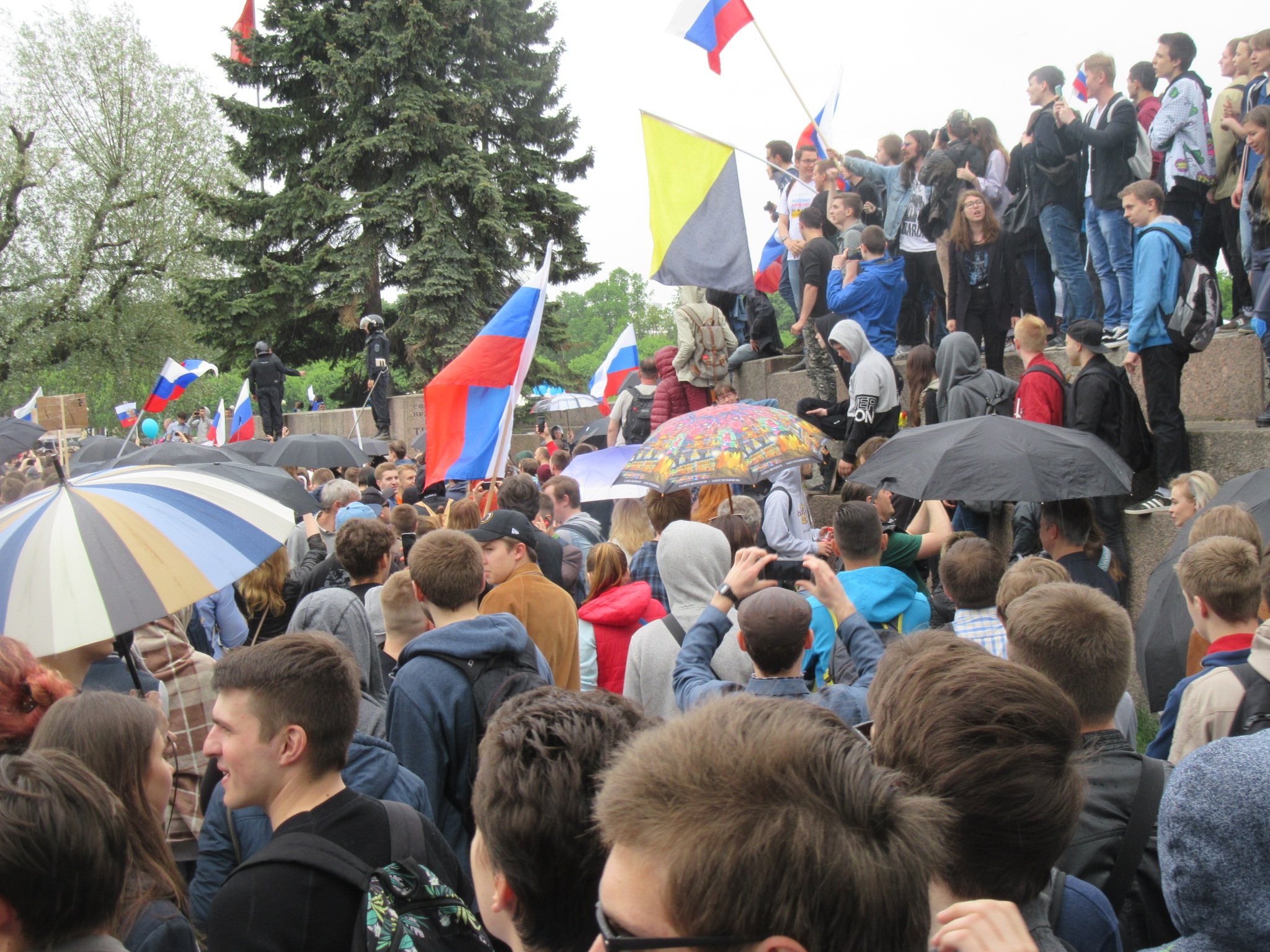
A pesquisa do Levada Center mostrou que 58% dos russos pesquisados apoiaram os protestos russos de 2017 contra a corrupção do governo.

Em agosto de 2018, Navalny alegou que Viktor Zolotov roubou pelo menos US$ 29 milhões de contratos de aquisição para a Guarda Nacional da Rússia. Pouco depois de suas alegações contra Zolotov, Navalny foi preso por realizar protestos em janeiro de 2018. Posteriormente, Viktor Zolotov publicou uma mensagem de vídeo em 11 de setembro desafiando Navalny para um duelo e prometendo fazer dele “um bom e suculento picadinho”.

### Medvedev
Em março de 2017, Navalny publicou a investigação He Is Not Dimon to You, acusando o primeiro-ministro Dmitry Medvedev de corrupção. As autoridades ignoraram a acusação ou argumentaram que ela havia sido feita por um “criminoso condenado” e que não merecia comentários. Em 26 de março, Navalny organizou uma série de comícios anticorrupção em cidades de toda a Rússia. Em algumas cidades, os comícios foram sancionados pelas autoridades, mas em outras, incluindo Moscou e São Petersburgo, eles não foram permitidos. A polícia de Moscou disse que 500 pessoas foram detidas, mas de acordo com o grupo de direitos humanos OVD-Info, 1.030 pessoas foram detidas somente em Moscou, incluindo o próprio Navalny. Em 27 de março, ele recebeu uma multa mínima de 20.000 rublos por organizar um protesto ilegal e foi preso por 15 dias por resistir à prisão.

### Putin

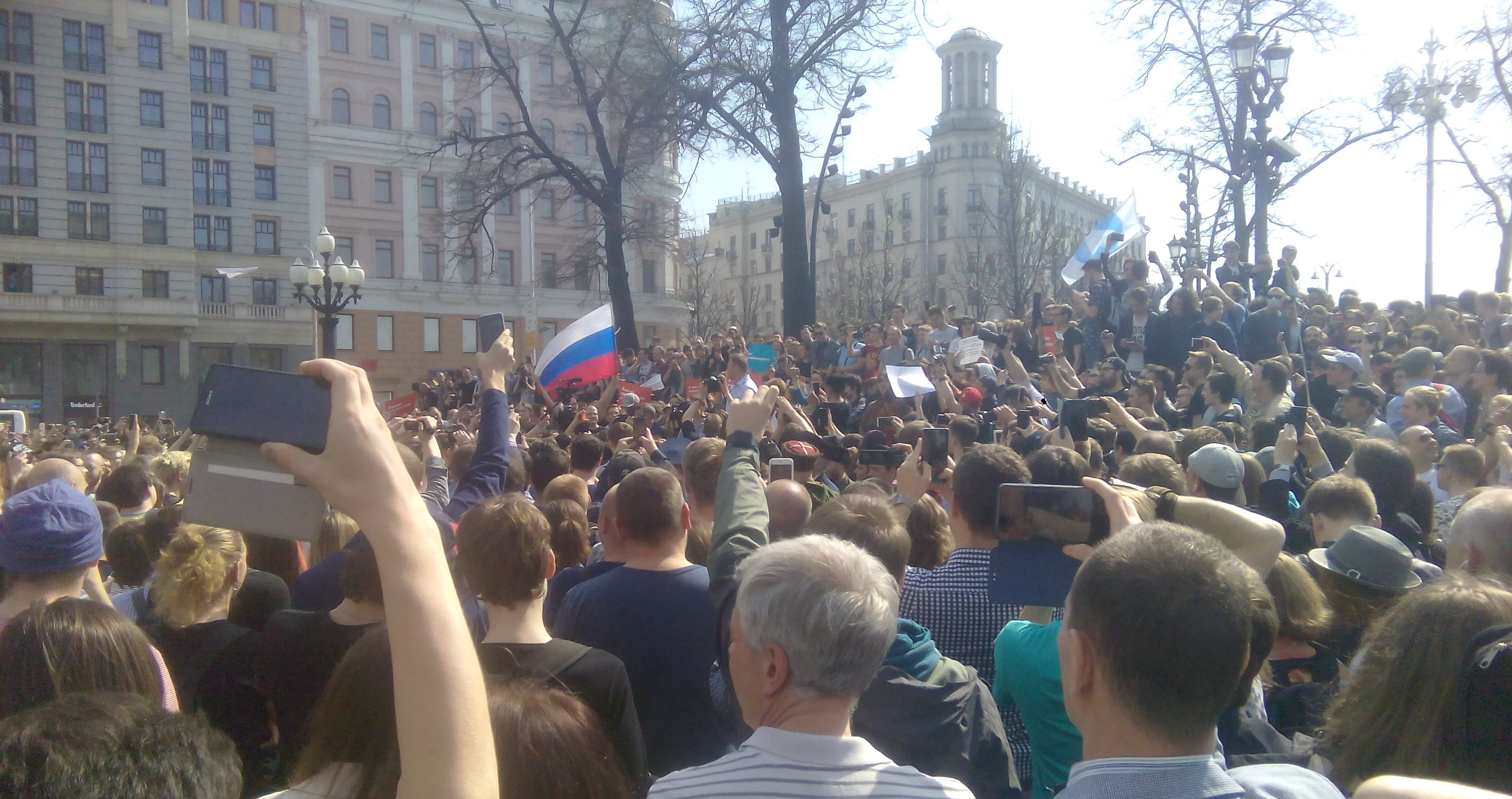
Navalny e sua equipe organizaram cerca de 90 protestos “Ele não é nosso czar” em toda a Rússia em maio de 2018.

Em 19 de janeiro de 2021, dois dias depois de ter sido detido pelas autoridades russas ao retornar à Rússia, foi publicada uma investigação de Navalny e da Fundação Anticorrupção acusando o presidente Vladimir Putin de usar fundos obtidos de forma fraudulenta para construir uma enorme propriedade para si mesmo perto da cidade de Gelendzhik, na região de Krasnodar, no que ele chamou de “o maior suborno do mundo”. A propriedade foi noticiada pela primeira vez em 2010, depois que o empresário Sergei Kolesnikov, que estava envolvido no projeto, deu detalhes sobre ela. De acordo com Navalny, a propriedade tem 39 vezes o tamanho de Mônaco, com o Serviço Federal de Segurança (FSB) possuindo 70 quilômetros quadrados de terra ao redor do palácio, e a propriedade custou mais de 100 bilhões de rublos (US$ 1,35 bilhão) para ser construída. Também foram exibidas imagens aéreas da propriedade por meio de um drone e uma planta baixa detalhada do palácio que, segundo Navalny e a Fundação Anticorrupção, foi fornecida por um empreiteiro e comparada com fotografias do interior do palácio que vazaram na Internet em 2011. Usando a planta baixa, também foram mostradas visualizações geradas por computador do interior do palácio.

Há cercas inexpugnáveis, seu próprio porto, sua própria segurança, uma igreja, seu próprio sistema de permissões, uma zona de exclusão aérea e até mesmo seu próprio posto de controle de fronteira. É absolutamente um estado separado dentro da Rússia.— Alexei Anatolievich Navalny
Essa investigação também detalhou um elaborado esquema de corrupção, supostamente envolvendo o círculo íntimo de Putin, que permitiu que Putin escondesse bilhões de dólares para construir a propriedade. A equipe de Navalny também disse que conseguiu confirmar as informações sobre as supostas amantes de Putin, Svetlana Krivonogikh e Alina Kabaeva. O vídeo de Navalny no YouTube obteve mais de 20 milhões de visualizações em menos de um dia e mais de 92 milhões em uma semana. Em uma coletiva de imprensa, o porta-voz do Kremlin, Dmitry Peskov, chamou a investigação de “golpe” e disse que os cidadãos deveriam “pensar antes de transferir dinheiro para esses vigaristas”. 
Putin negou ter posse da propriedade e o oligarca Arkady Rotenberg, amigo de infância de Putin e parceiro de judô, reivindicou a propriedade.

## Processos criminais

### Caso Kirovles

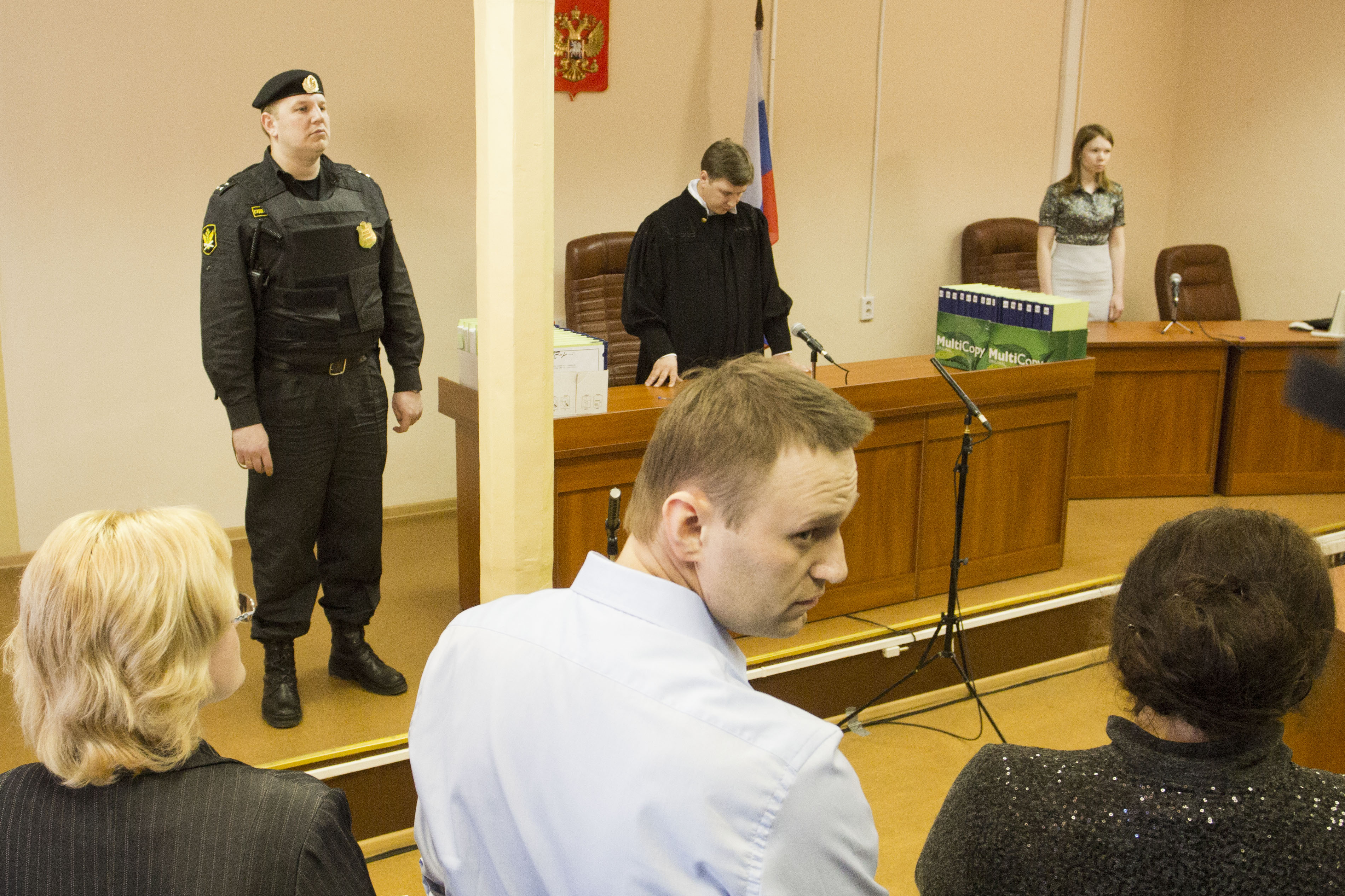
Navalny no tribunal como parte do julgamento do Caso Kirovles, 2013.

Em 30 de julho de 2012, o Comitê Investigativo acusou Navalny de peculato. O comitê declarou que ele havia conspirado para roubar madeira da Kirovles, uma empresa estatal no Oblast de Kirov, em 2009, enquanto atuava como conselheiro do governador de Kirov, Nikita Belykh. Os investigadores haviam encerrado uma investigação anterior sobre as alegações por falta de provas. Navalny foi libertado mas instruído a não deixar Moscou.
Navalny descreveu as acusações como “estranhas” e infundadas. Ele afirmou que as autoridades “estão fazendo isso para observar a reação do movimento de protesto e da opinião pública ocidental... Até o momento, eles consideram essas duas coisas aceitáveis e, portanto, estão continuando nessa linha”. Seus apoiadores protestaram diante dos escritórios do Comitê Investigativo.
Em abril de 2013, a Loeb & Loeb LLP publicou “Uma análise dos processos da Federação Russa contra Alexei Navalny”, um documento que detalha as acusações do Comitê de Investigação. O documento conclui que “o Kremlin voltou a fazer uso indevido do sistema jurídico russo para assediar, isolar e tentar silenciar oponentes políticos”.

#### Condenação e liberação
O julgamento de Kirovles teve início na cidade de Kirov em 17 de abril de 2013. Em 18 de julho, Navalny foi condenado a cinco anos de prisão por peculato. Ele foi considerado culpado de se apropriar indevidamente de cerca de 16 milhões de rublos (US$ 500.000) em madeira de uma empresa estatal. A sentença lida pelo juiz Sergey Blinov foi textualmente igual ao pedido do promotor, com a única exceção de que Navalny recebeu cinco anos e a promotoria pediu seis anos.

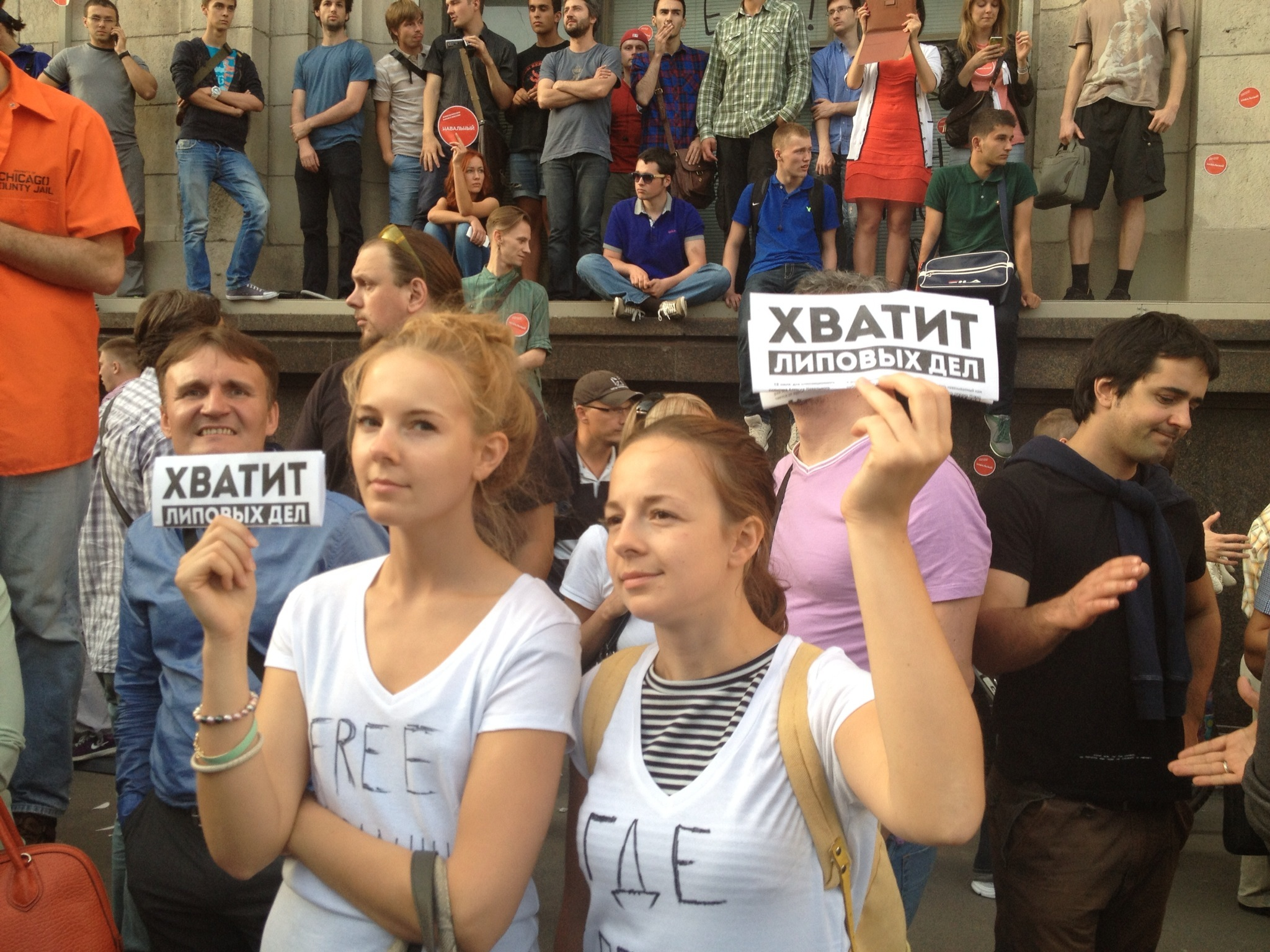
“Chega de casos falsos”. Foto de um protesto contra o veredito em Moscou, 18 de julho de 2013.

Mais tarde, naquela mesma noite, a Procuradoria recorreu das sentenças de prisão de Navalny e Ofitserov, argumentando que, até que o tribunal superior confirmasse a sentença, ela não seria válida. Na manhã seguinte, o recurso foi aceito. Navalny e Ofitserov foram libertados em 19 de julho, aguardando as audiências do tribunal superior.

##### Liberdade condicional
A sentença de prisão foi suspensa por um tribunal em Kirov em 16 de outubro de 2013, ainda sendo um fardo para seu futuro político.

##### Revisão da sentença
Em 23 de fevereiro de 2016, a Corte Europeia de Direitos Humanos determinou que a Rússia havia violado o direito de Navalny a um julgamento justo e ordenou que o governo lhe pagasse 56.000 euros em custos legais e indenizações.
Em 16 de novembro de 2016, a Suprema Corte da Rússia anulou a sentença de 2013, enviando o veredito de volta ao Tribunal Distrital de Leninsky em Kirov para revisão.
Em 8 de fevereiro de 2017, o Tribunal Distrital de Leninsky de Kirov repetiu a sentença de 2013 e acusou Navalny com uma sentença suspensa de cinco anos. Navalny anunciou que buscará a anulação da sentença que claramente contradiz a decisão da CEDH.

### Caso Yves Rocher e prisão domiciliar

##### Caso
Em 2008, Oleg Navalny fez uma oferta à Yves Rocher Vostok, a subsidiária da Yves Rocher na Europa Oriental entre 2008 e 2012, para credenciar a Glavpodpiska, criada por Navalny, para realizar entregas. Em 5 de agosto, as partes assinaram um contrato. Para cumprir as obrigações previstas no acordo, a Glavpodpiska terceirizou a tarefa para subfornecedores, AvtoSAGA e Multiprofile Processing Company (MPC). Em novembro e dezembro de 2012, o Comitê de Investigação interrogou e questionou a Yves Rocher Vostok. Em 10 de dezembro, Bruno Leproux, diretor geral da Yves Rocher Vostok, entrou com uma ação no Comitê de Investigação, pedindo para investigar se a empresa de assinaturas Glavpodpiska havia prejudicado a Yves Rocher Vostok, e o Comitê de Investigação iniciou um caso.
A promotoria alegou que a Glavpodpiska desviou dinheiro ao cobrar direitos e depois redistribuí-los a outras empresas por quantias menores, e ao coletar o excedente: 26,7 milhões de rublos (US$ 540.000) da Yves Rocher Vostok e 4,4 milhões de rublos da MPC. Alegou-se que os fundos foram legalizados posteriormente, transferindo-os, com base em fatos fictícios, de uma empresa de fachada para a Kobyakovskaya Fabrika Po Lozopleteniyu, uma empresa de tecelagem de salgueiros fundada por Navalny e operada por seus pais. Os Navalnys negaram as acusações. Os advogados dos irmãos Navalny alegaram que os investigadores “acrescentaram frases como ‘com intenções criminosas’ a uma descrição de atividade empresarial regular”. De acordo com o advogado de Oleg Navalny, a Glavpodpiska não se limitava a coletar dinheiro, ela controlava a provisão de meios de transporte, a execução de pedidos, coletava e agilizava a produção para as transportadoras e era responsável perante os clientes pelos termos e pela qualidade da execução dos pedidos.
Nenhuma das testemunhas confirmou que houve perdas, exceto o CEO da MPC, Sergei Shustov, que disse ter tomado conhecimento de suas perdas por um investigador e acreditou nele sem fazer auditorias. Os dois irmãos e seus advogados alegaram que Alexei Navalny não participou das operações da Glavpodpiska, e todas as testemunhas afirmaram que nunca haviam encontrado Alexei Navalny pessoalmente antes do julgamento.

##### Prisão domiciliar e limitações
Após a suposta violação das restrições de viagem, Navalny foi colocado em prisão domiciliar e proibido de se comunicar com qualquer pessoa que não fosse sua família, advogados e investigadores em 28 de fevereiro de 2014. Navalny alegou que a prisão teve motivação política e apresentou uma queixa à Corte Europeia de Direitos Humanos. Em 7 de julho, ele declarou que a queixa havia sido aceita e recebeu prioridade; o tribunal obrigou o governo da Rússia a fornecer respostas a um questionário.
A prisão domiciliar, em particular, proibiu o uso da Internet; no entanto, novas postagens foram publicadas em suas contas de mídia social após o anúncio da prisão. Uma postagem de 5 de março afirmava que as contas eram controladas por seus colegas de equipe da Fundação Anticorrupção e por sua esposa Yulia. Em 13 de março, seu blog LiveJournal foi bloqueado na Rússia porque, de acordo com o Serviço Federal de Supervisão de Comunicações, Tecnologia da Informação e Mídia de Massa (Roskomnadzor), “o funcionamento da página da Web em questão viola a regulamentação da decisão jurídica da audiência de fiança de um cidadão contra o qual foi iniciado um processo criminal”.
A prisão domiciliar foi flexibilizada várias vezes: Em 21 de agosto, Navalny foi autorizado a se comunicar com os demais réus; um jornalista presente no tribunal naquele momento confirmou que Navalny estava autorizado a se comunicar com “qualquer pessoa, exceto as testemunhas do caso Yves Rocher”. Em 10 de outubro, seu direito de se comunicar com a imprensa foi confirmado por outro tribunal, e ele foi autorizado a fazer comentários sobre o caso na mídia (o pedido de Navalny para não prolongar a prisão foi, no entanto, rejeitado). Em 19 de dezembro, ele foi autorizado a enviar correspondência às autoridades e aos tribunais internacionais. Navalny novamente pediu para não prolongar a prisão, mas o pedido foi novamente rejeitado.

##### Condenação
O veredito foi anunciado em 30 de dezembro de 2014. Os dois irmãos foram considerados culpados de fraude contra a Multiprofile Processing Company (MPC) e Yves Rocher Vostok e lavagem de dinheiro, e foram condenados nos termos dos artigos 159.4 §§ 2 e 3 e 174.1 § 2 (a) e (b) do Código Penal. Alexei Navalny recebeu três anos e meio de pena e Oleg Navalny foi condenado a três anos e meio de prisão e foi preso após o anúncio do veredito; ambos tiveram que pagar uma multa de 500.000 rublos e uma indenização à MPC de mais de 4 milhões de rublos. À noite, vários milhares de manifestantes se reuniram no centro de Moscou. Navalny quebrou sua prisão domiciliar para participar da manifestação e foi imediatamente detido pela polícia e levado de volta para casa.

##### Corte Europeia de Direitos Humanos
Em 17 de outubro de 2017, a Corte Europeia de Direitos Humanos determinou que a condenação de Navalny por fraude e lavagem de dinheiro “foi baseada em uma aplicação imprevisível da lei criminal e que os procedimentos foram arbitrários e injustos”. A Corte considerou que as decisões do tribunal nacional foram arbitrárias e manifestamente irracionais. A CEDH considerou que as decisões dos tribunais russos violaram os artigos 6 e 7 da Convenção Europeia de Direitos Humanos. Em 15 de novembro de 2018, a Grande Câmara manteve a decisão.

##### Indenização
Após o caso Yves Rocher, Navalny teve que pagar uma indenização de 4,4 milhões de rublos. Ele declarou que o caso era “uma armação”, mas acrescentou que pagaria a quantia, pois isso poderia afetar a concessão da liberdade condicional de seu irmão. Em 7 de outubro de 2015, o advogado de Alexei anunciou que o réu pagou de bom grado 2,9 milhões e solicitou um plano de parcelamento para o restante da quantia. A solicitação foi atendida, exceto pelo fato de que o prazo foi reduzido dos cinco meses solicitados para dois, e uma parte da quantia declarada paga (900.000 rublos; retirada da conta bancária de Navalny) ainda não foi recebida pela polícia; os promotores declararam que isso pode acontecer devido a atrasos entre processos.
Mais tarde naquele mês, Kirovles processou Navalny pelo prejuízo pecuniário declarado de 16,1 milhões de rublos; Navalny declarou que não esperava o processo, pois Kirovles não o iniciou durante o julgamento de 2012-2013. Em 23 de outubro, um tribunal decidiu que a referida quantia deveria ser paga pelos três réus. O tribunal negou a moção dos réus; 14,7 milhões já haviam sido pagos até aquele momento; o veredito e o valor do pagamento foram justificados por uma decisão de um Plenário da Suprema Corte da Federação Russa. Navalny declarou que não poderia cobrir a quantia solicitada; ele chamou o processo de “estratégia de drenagem” das autoridades.

##### Outros processos
No final de dezembro de 2012, o Comitê Investigativo da Rússia afirmou que a Allekt, uma empresa de publicidade dirigida por Navalny, fraudou o partido político União das Forças de Direita (SPS) em 2007 ao receber 100 milhões de rublos (US$ 3,2 milhões) de pagamento por publicidade e não honrar seu contrato. Se for acusado e condenado, Navalny poderá ser preso por até 10 anos. Leonid Gozman, ex-funcionário da SPS, foi citado como tendo dito: “Nada disso aconteceu - ele não cometeu nenhum roubo”. No início de dezembro, conforme relatado pela BBC, “o Comitê Investigativo acusou [...] Navalny e seu irmão Oleg de desviar 55 milhões de rublos (US$ 1,76 milhão) entre 2008 e 2011, quando trabalhavam em uma empresa de correios”. Navalny, que negou as alegações nos dois casos anteriores, procurou rir da notícia do terceiro inquérito com um tuíte dizendo “Fiddlesticks”. Em abril de 2020, o mecanismo de busca Yandex começou a colocar artificialmente comentários negativos sobre Navalny nas primeiras posições dos resultados de busca para seu nome. A Yandex declarou que isso fazia parte de um “experimento” e voltou a apresentar resultados de pesquisa orgânicos.
Navalny alegou que o bilionário e empresário russo Yevgeny Prigozhin estava ligado a uma empresa chamada Moskovsky Shkolnik (estudante de Moscou), que forneceu alimentos de baixa qualidade para escolas, o que causou um surto de disenteria. Em abril de 2019, o Moskovsky Shkolnik entrou com uma ação contra Navalny. Em outubro de 2019, o Tribunal Arbitral de Moscou ordenou que Navalny pagasse 29,2 milhões de rublos. Navalny disse que “casos de disenteria foram comprovados por meio de documentos. Mas somos nós que temos que pagar”. Em abril de 2019, Navalny havia ganhado seis reclamações contra as autoridades russas na CEDH por um total de € 225.000. Prigozhin foi citado pelo serviço de imprensa de sua empresa de catering Concord Management and Consulting em 25 de agosto de 2020 como tendo dito que pretendia executar uma decisão judicial que exigia que Navalny, seu associado Lyubov Sobol e sua Fundação Anticorrupção pagassem 88 milhões de rublos em danos à empresa Moskovsky Shkolnik por causa de uma investigação em vídeo.

## Envenenamento
Em 20 de agosto de 2020, Navalny passou mal durante um voo de Tomsk para Moscou e foi hospitalizado no Hospital de Emergência Clínica da Cidade  em Omsk (Городская клиническая больница скорой медицинской помощи №1), onde o avião fez um pouso de emergência. A mudança em sua condição no avião foi repentina e violenta, e imagens de vídeo mostraram membros da tripulação do voo correndo em sua direção enquanto ele gritava alto. Mais tarde, ele disse que não estava gritando de dor, mas por saber que estava morrendo.
A porta-voz de Navalny, Kira Yarmysh, disse mais tarde que ele estava em coma e utilizando ventilação mecânica no hospital de Omsk. Ela também disse que, desde que acordou naquela manhã, Navalny não havia consumido nada além de uma xícara de chá, adquirida no aeroporto. Inicialmente, suspeitou-se que algo havia sido misturado em sua bebida, e os médicos afirmaram que uma “toxina misturada em uma bebida quente seria rapidamente absorvida”. O hospital disse que ele estava em uma condição estável, mas grave. Embora a equipe tenha inicialmente reconhecido que Navalny provavelmente havia sido envenenado, depois que vários policiais apareceram do lado de fora do quarto de Navalny, a equipe médica não foi tão receptiva. Mais tarde, o médico-chefe adjunto do hospital de Omsk disse aos repórteres que o envenenamento era “um cenário entre muitos” que estavam sendo considerados.
Um avião foi enviado da Alemanha para evacuar Navalny da Rússia para tratamento no Hospital Charité, em Berlim. Embora os médicos que o tratavam em Omsk tenham inicialmente declarado que ele estava muito doente para ser transportado, mais tarde o liberaram. Em 24 de agosto, os médicos na Alemanha fizeram um anúncio, confirmando que Navalny havia sido envenenado com um inibidor de colinesterase.
Ivan Zhdanov, chefe da Fundação Anticorrupção de Navalny, disse que Navalny poderia ter sido envenenado por causa de uma das investigações da fundação. Em 2 de setembro, o governo alemão anunciou que Navalny foi envenenado com um agente nervoso Novichok, da mesma família de agentes nervosos que foi usada para envenenar Sergei Skripal e sua filha. Autoridades internacionais disseram que obtiveram “provas inequívocas” de testes toxicológicos e pediram explicações ao governo russo. Em 7 de setembro, os médicos alemães anunciaram que ele havia saído do coma. Em 15 de setembro, a porta-voz de Navalny disse que Navalny voltaria à Rússia. Em 17 de setembro, a equipe de Navalny disse que traços do agente nervoso usado para envenenar Navalny foram detectados em uma garrafa de água vazia de seu quarto de hotel em Tomsk, sugerindo que ele possivelmente foi envenenado antes de deixar o hotel. Em 23 de setembro, Navalny recebeu alta do hospital após sua condição ter melhorado o suficiente. Em 6 de outubro, a OPCW confirmou a presença do inibidor de colinesterase do grupo Novichok nas amostras de sangue e urina de Navalny.
Em 14 de dezembro, foi publicada uma investigação conjunta do The Insider e do Bellingcat, em cooperação com a CNN e a Der Spiegel, que implicou agentes do Serviço Federal de Segurança (FSB) da Rússia no envenenamento de Navalny. A investigação detalhou uma unidade especial do FSB, especializada em substâncias químicas, e os investigadores rastrearam os membros da unidade, usando dados de telecomunicações e viagens. De acordo com a investigação, Navalny estava sendo vigiado por um grupo de agentes da unidade há 3 anos e pode ter havido tentativas anteriores de envenenar Navalny. Em uma entrevista ao jornal espanhol El País, Navalny disse que “é difícil para mim entender exatamente o que se passa na mente [de Putin]. (...) 20 anos de poder estragariam qualquer pessoa e a deixariam louca. Ele acha que pode fazer o que quiser”.
Em 21 de dezembro de 2020, Navalny divulgou um vídeo que o mostrava se passando por um oficial de segurança russo e falando ao telefone com um homem identificado por alguns meios de comunicação investigativos como um especialista em armas químicas chamado Konstantin Kudryavtsev. Durante a ligação, ele revelou que o veneno havia sido colocado nas roupas de Navalny, especialmente em sua roupa íntima, e que Navalny teria morrido se não fosse pelo pouso de emergência do avião e pela rápida resposta de uma equipe de ambulância na pista.
Em janeiro de 2021, Bellingcat, The Insider e Der Spiegel relacionaram a unidade que rastreou Navalny a outras mortes, incluindo os ativistas Timur Kuashev em 2014 e Ruslan Magomedragimov em 2015, e o político Nikita Isayev em 2019. Em fevereiro, outra investigação conjunta descobriu que o político da oposição russa Vladimir Kara-Murza foi seguido pela mesma unidade antes de seu suposto envenenamento.
A União Europeia, o Reino Unido e os Estados Unidos reagiram ao envenenamento impondo sanções a altos funcionários russos.

## Prisão

### Caso Yves Rocher

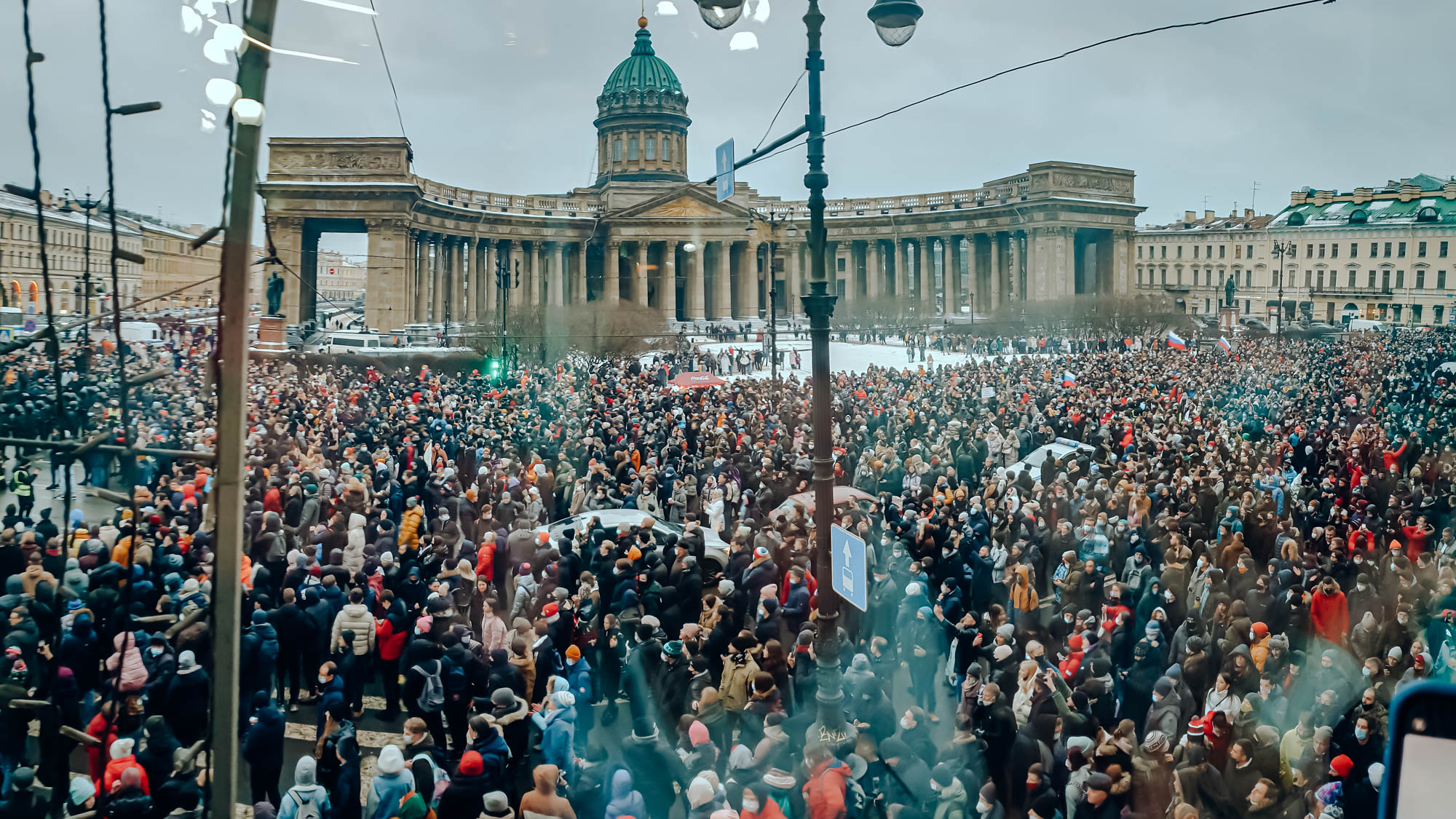
Protesto em apoio a Navalny em São Petersburgo, 23 de janeiro de 2021.

Em 17 de janeiro de 2021, Navalny voou da Alemanha para a Rússia no voo DP936 da companhia aérea Pobeda. O voo estava programado para pousar no Aeroporto Vnukovo de Moscou, mas foi desviado no meio do voo para o Aeroporto Internacional Sheremetyevo. No controle de passaportes, ele foi detido. O Serviço Penitenciário Federal (FSIN) confirmou sua detenção e disse que ele permaneceria sob custódia até a audiência no tribunal. Antes de seu retorno, o FSIN havia dito que Navalny poderia ser preso ao chegar a Moscou por violar os termos de sua liberdade condicional ao deixar a Rússia, dizendo que seria “obrigado” a detê-lo quando ele retornasse; em 2014, Navalny recebeu uma sentença suspensa no caso Yves Rocher, que ele chamou de motivação política e, em 2017, o Tribunal Europeu de Direitos Humanos decidiu que Navalny foi condenado injustamente. A Anistia Internacional declarou Navalny como prisioneiro de consciência e pediu às autoridades russas que o libertassem. Em fevereiro de 2021, a Anistia revogou brevemente a designação depois de dizer que estava sendo “bombardeada” com reclamações sobre comentários xenófobos feitos por Navalny no passado; no entanto, eles reverteram essa decisão em maio do mesmo ano, com uma declaração que observava que a designação de “um indivíduo como Prisioneiro de Consciência [. ...] de forma alguma envolve ou implica o endosso de seus pontos de vista” e que o objetivo principal de tal designação era ‘destacar [...] a necessidade urgente de que seus direitos [...] fossem reconhecidos e cumpridos pelas autoridades russas’.
Uma decisão judicial de 18 de janeiro de 2021 ordenou a detenção de Navalny até 15 de fevereiro por violar sua liberdade condicional. Um tribunal improvisado foi montado na delegacia de polícia onde Navalny estava detido. Outra audiência seria realizada posteriormente para determinar se sua sentença suspensa deveria ser substituída por uma pena de prisão. Navalny descreveu o procedimento como “a maior ilegalidade” e convocou seus apoiadores a irem às ruas. No dia seguinte, enquanto estava na prisão, foi publicada uma investigação de Navalny e da Fundação Anticorrupção acusando o presidente Vladimir Putin de corrupção. A investigação e sua prisão levaram a protestos em massa em toda a Rússia a partir de 23 de janeiro de 2021.
Um tribunal de Moscou, em 2 de fevereiro de 2021, substituiu a sentença suspensa de três anos e meio de Navalny por uma sentença de prisão, menos o tempo que ele passou em prisão domiciliar, o que significa que ele passaria mais de 2 anos em uma colônia de trabalho corretiva. O veredito foi condenado pelos governos dos Estados Unidos, Reino Unido, Alemanha, França e outros, bem como pela UE. Imediatamente após o anúncio do veredito, foram realizados protestos em várias cidades russas, que foram recebidos com uma dura repressão policial. Mais tarde, Navalny retornou ao tribunal para um julgamento sobre acusações de difamação, onde foi acusado de difamar um veterano da Segunda Guerra Mundial que participou de um vídeo promocional apoiando as emendas constitucionais no ano passado. O caso foi aberto em junho de 2020 depois que Navalny chamou aqueles que participaram do vídeo de “lacaios corruptos” e “traidores”. Navalny chamou o caso de motivação política e acusou as autoridades de usar o caso para manchar sua reputação. Embora a acusação seja punível com até dois anos de prisão se comprovada, seu advogado disse que Navalny não pode enfrentar uma pena privativa de liberdade porque a lei foi alterada para torná-la um crime passível de prisão após a ocorrência do suposto crime.
O Tribunal Europeu de Direitos Humanos decidiu em 16 de fevereiro de 2021 que o governo russo deveria libertar Navalny imediatamente, com o tribunal dizendo que a resolução foi tomada em “relação à natureza e extensão do risco à vida do requerente”. Os advogados de Navalny haviam solicitado ao tribunal uma “medida provisória” para sua libertação em 20 de janeiro de 2021 após sua detenção. No entanto, as autoridades russas indicaram que não cumpririam a decisão. O ministro da Justiça, Konstantin Chuychenko, chamou a medida de “intervenção flagrante na operação de um sistema judicial de um Estado soberano”, além de “irracional e ilegal”, alegando que ela não “continha nenhuma referência a qualquer fato ou norma da lei que permitisse ao tribunal tomar essa decisão”. Em dezembro de 2020, uma série de leis também foi aprovada e assinada, dando à constituição precedência sobre as decisões tomadas por órgãos internacionais e tratados internacionais.
O Tribunal Europeu de Direitos Humanos decidiu em 16 de fevereiro de 2021 que o governo russo deveria libertar Navalny imediatamente, com o tribunal dizendo que a resolução foi tomada em “relação à natureza e extensão do risco à vida do requerente”. Os advogados de Navalny haviam solicitado ao tribunal uma “medida provisória” para sua libertação em 20 de janeiro de 2021 após sua detenção. No entanto, as autoridades russas indicaram que não cumpririam a decisão. O ministro da Justiça, Konstantin Chuychenko, chamou a medida de “intervenção flagrante na operação de um sistema judicial de um Estado soberano”, além de “irracional e ilegal”, alegando que ela não “continha nenhuma referência a qualquer fato ou norma da lei que permitisse ao tribunal tomar essa decisão”. Em dezembro de 2020, uma série de leis também foi aprovada e assinada, dando à constituição precedência sobre as decisões tomadas por órgãos internacionais e tratados internacionais. Poucos dias depois, um tribunal de Moscou rejeitou o recurso de Navalny e manteve sua sentença de prisão; no entanto, reduziu sua sentença em seis semanas depois de decidir contar seu tempo em prisão domiciliar como parte do tempo cumprido. Outro tribunal condenou Navalny por acusações de difamação contra o veterano da Segunda Guerra Mundial, multando-o em 850.000 rublos (US$ 11.541).
Uma resolução da CEDH exigiu sua libertação.

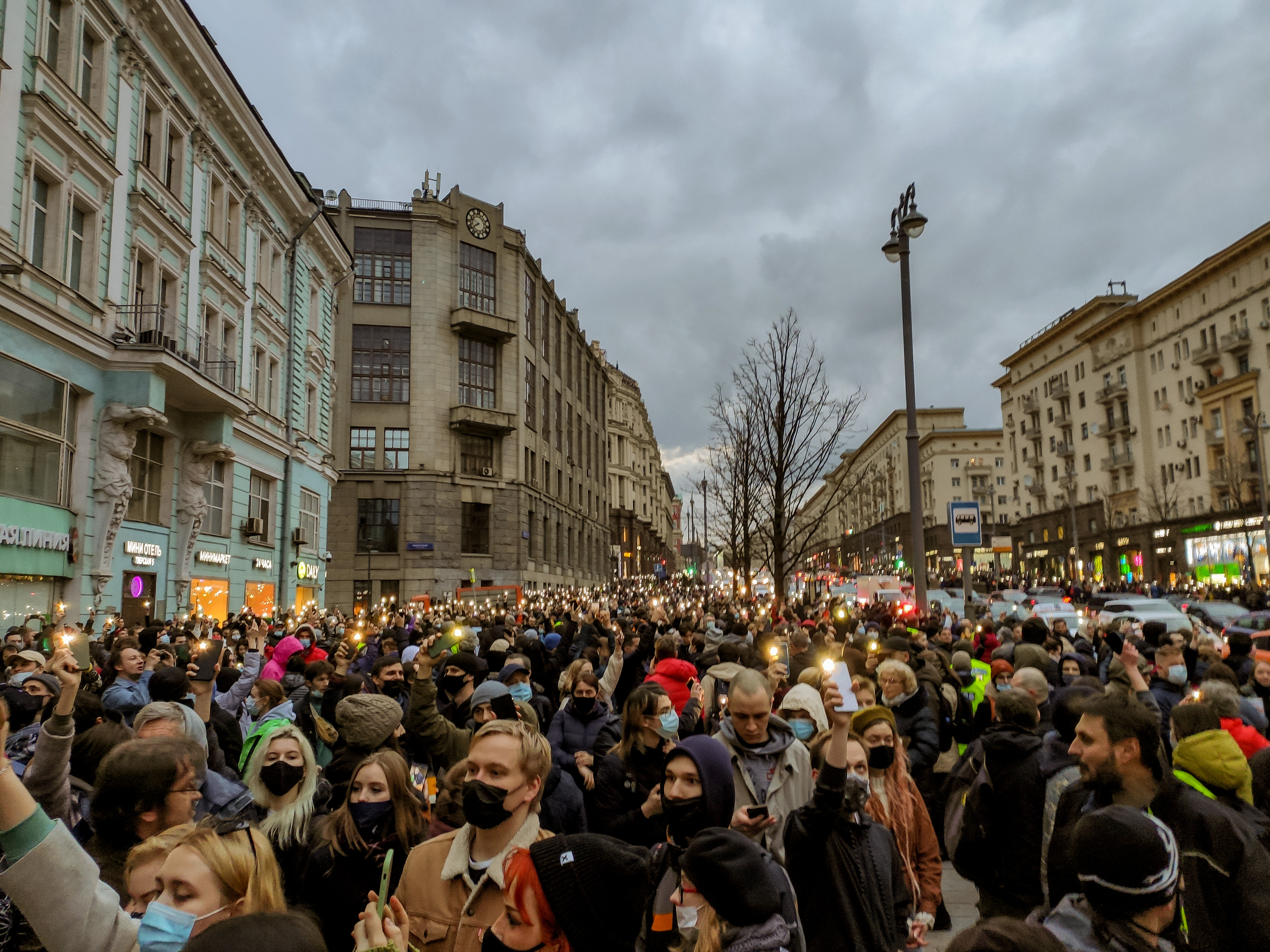
Protesto em apoio a Navalny em Moscou, 21 de abril de 2021.

Em 28 de fevereiro de 2021, foi relatado que Navalny havia chegado recentemente à colônia correcional de Pokrov, no Oblast de Vladimir, uma prisão onde Dmitry Demushkin e Konstantin Kotov também estavam presos. No início de março de 2021, a União Europeia e os Estados Unidos impuseram sanções a altos funcionários russos em resposta ao envenenamento e à prisão de Navalny.
Em março de 2021, em uma queixa formal, Navalny acusou as autoridades de tortura ao privá-lo do sono, pois as autoridades o consideram um risco de fuga. Navalny disse aos advogados que os guardas o acordavam oito vezes por noite, anunciando para uma câmera que ele estava em sua cela de prisão. Um advogado de Navalny disse que ele estava sofrendo de problemas de saúde, incluindo perda de sensibilidade na coluna e nas pernas, e que as autoridades prisionais negaram os pedidos de Navalny por um médico civil, alegando que sua saúde era “satisfatória”. Em 31 de março de 2021, Navalny anunciou uma greve de fome para exigir tratamento médico adequado. Em 6 de abril de 2021, seis médicos, incluindo a médica pessoal de Navalny, Anastasia Vasilyeva, e dois correspondentes da CNN, foram presos do lado de fora da prisão quando tentaram visitar Navalny, cuja saúde se deteriorou significativamente. Em 7 de abril de 2021, os advogados de Navalny alegaram que ele havia sofrido duas hérnias de disco na coluna vertebral e perdido a sensibilidade nas mãos, o que provocou críticas do governo dos EUA. Agnès Callamard, secretária-geral da Anistia Internacional, acusou Vladimir Putin de matar lentamente Alexei Navalny por meio de tortura e tratamento desumano na prisão. Ele também reclamou que não tinha permissão para ler jornais ou ter livros, inclusive uma cópia do Alcorão que ele planejava estudar.
Em 17 de abril de 2021, foi relatado que Navalny estava precisando de atenção médica imediata. A médica pessoal de Navalny, Anastasia Vasilyeva, e três outros médicos, incluindo o cardiologista Yaroslav Ashikhmin, pediram aos funcionários da prisão que lhes concedessem acesso imediato, declarando nas mídias sociais que “nosso paciente pode morrer a qualquer momento”, devido ao aumento do risco de uma parada cardíaca fatal ou insuficiência renal “a qualquer momento”. Os resultados dos exames obtidos pelos advogados de Navalny mostraram níveis elevados de potássio no sangue, o que pode causar parada cardíaca, e níveis de creatinina muito elevados, indicando comprometimento dos rins. Os resultados de Navalny mostraram níveis de potássio no sangue de 7,1 mmol (milimoles) por litro; níveis de potássio no sangue superiores a 6,0 mmol por litro geralmente exigem tratamento imediato.  Mais tarde, naquela noite, uma carta aberta, endereçada a Putin e aberta à assinatura dos cidadãos russos, foi assinada e publicada por 11 políticos representando vários parlamentos regionais, exigindo que um médico independente fosse autorizado a visitar Navalny e que todos os seus processos criminais fossem revisados e cancelados. “Consideramos o que está acontecendo em relação a Navalny como um atentado contra a vida de um político, cometido por ódio pessoal e político”, diz a carta. ”O senhor, presidente da Federação Russa, assume pessoalmente a responsabilidade pela vida de Alexey Navalny no território da Federação Russa, inclusive em instalações prisionais - [o senhor assume essa responsabilidade] perante o próprio Navalny, seus parentes e o mundo inteiro.” Entre os signatários estavam o presidente da seção do Oblast de Pskov do partido Yabloko, o deputado da assembleia regional Lev Schlossberg, o deputado da Carélia, a ex-presidente do Yabloko Emilia Slabunova e o deputado da Duma de Moscou Yevgeny Stupin.
No dia seguinte, sua filha pediu às autoridades prisionais russas que permitissem que seu pai fosse examinado por médicos em um tweet escrito da Universidade de Stanford, onde ela é estudante. Celebridades de destaque, como J.K. Rowling e Jude Law, também enviaram uma carta às autoridades russas pedindo que Navalny recebesse tratamento médico adequado.  O presidente dos EUA, Joe Biden, chamou seu tratamento de “totalmente injusto” e o conselheiro de segurança nacional Jake Sullivan disse que o Kremlin havia sido avisado “que haverá consequências se o Sr. Navalny morrer”. O diplomata-chefe da União Europeia, Josep Borrell, declarou que a organização considera o governo russo responsável pelas condições de saúde de Navalny. A presidente da Comissão Europeia, Ursula von der Leyen, também expressou sua preocupação com sua saúde. No entanto, as autoridades russas rechaçaram essas preocupações de países estrangeiros. O porta-voz do Kremlin, Dmitry Peskov, disse que os funcionários da prisão russa estão monitorando a saúde de Navalny, e não o presidente.
Em 19 de abril de 2021, Navalny foi transferido da prisão para um hospital para condenados, de acordo com o serviço penitenciário russo, para “terapia com vitaminas”. Em 23 de abril de 2021, Navalny anunciou que estava encerrando sua greve de fome por recomendação de seus médicos e por achar que suas exigências haviam sido parcialmente atendidas. Em junho de 2021, seus jornais ainda estavam sendo censurados e os artigos foram cortados.

### Designação como extremista
Em 16 de abril de 2021, a promotoria de Moscou solicitou ao Tribunal da Cidade de Moscou que designasse as organizações ligadas a Navalny, incluindo a Fundação Anticorrupção e sua sede, como organizações extremistas, alegando que: “Sob o disfarce de slogans liberais, essas organizações estão empenhadas em criar condições para a desestabilização da situação social e sociopolítica.” Em resposta, o assessor de Navalny, Leonid Volkov, declarou: “Putin acaba de anunciar uma repressão política em massa e em grande escala na Rússia”.
Em 26 de abril de 2021, a promotoria de Moscou ordenou que a rede de escritórios regionais de Navalny, incluindo os da Fundação Anticorrupção, cessasse suas atividades, enquanto se aguarda uma decisão judicial sobre a possibilidade de designá-los como organizações extremistas. Volkov explicou que isso limitará muitas das atividades do grupo, já que os promotores buscam rotular a Fundação como “extremista”. A medida foi condenada pela Alemanha e pela Anistia Internacional, que, em um comunicado, afirmou que: "O objetivo é claro: arrasar o movimento de Alexei Navalny enquanto ele definha na prisão".
Em 29 de abril de 2021, a equipe de Navalny anunciou que a rede política seria dissolvida, antes de uma decisão judicial em maio, que deverá designá-la como extremista. De acordo com Volkov, as sedes seriam transformadas em organizações políticas independentes “que lidarão com investigações e eleições, campanhas públicas e comícios”.  No mesmo dia, seus aliados disseram que um novo processo criminal havia sido aberto contra Navalny, por supostamente ter criado uma organização sem fins lucrativos que infringia os direitos dos cidadãos. No dia seguinte, o líder da Equipe 29, Ivan Pavlov, que também representa a equipe de Navalny no caso de extremismo, foi detido em Moscou.
Em 30 de abril, a agência de monitoramento financeiro acrescentou os escritórios regionais da campanha de Navalny a uma lista de “terroristas e extremistas”. Em 20 de maio, o chefe do sistema penitenciário russo e aliado de Navalny, Ivan Zhdanov, informou que Navalny havia se recuperado “mais ou menos” e que sua saúde era, em geral, satisfatória. Em 7 de junho, Navalny retornou à prisão após se recuperar totalmente dos efeitos da greve de fome.
Em 9 de junho de 2021, a rede política de Navalny, incluindo sua sede e a Fundação Anticorrupção, foi designada como organização extremista e liquidada pelo Tribunal da Cidade de Moscou. Vyacheslav Polyga, juiz do Tribunal da Cidade de Moscou, acatou a reclamação administrativa do promotor da cidade de Moscou Denis Popov e, rejeitando todas as petições da defesa, decidindo reconhecer a Fundação Anticorrupção como organização extremista, liquidá-la e confiscar seus bens; decisão semelhante foi tomada contra a Fundação de Proteção dos Direitos dos Cidadãos; a atividade da equipe de Alexei Navalny foi proibida (caso nº 3а-1573/2021).
A audiência do caso foi realizada à porta fechada porque, conforme indicado pelo advogado Ilia Novikov, o arquivo do caso, incluindo o texto da reclamação administrativa, foi classificado como segredo de Estado. De acordo com o advogado Ivan Pavlov, Navalny não era parte no processo e o juiz se recusou a conceder-lhe esse status; na audiência, o promotor declarou que os réus são organizações extremistas porque querem uma mudança de poder na Rússia e prometeram ajudar os participantes do protesto pagando multas administrativas e criminais, além de apresentar queixas ao Tribunal Europeu de Direitos Humanos. Em 4 de agosto de 2021, o Primeiro Tribunal de Apelação de Jurisdição Geral em Moscou confirmou a decisão do tribunal de primeira instância (processo nº 66а-3553/2021) e essa decisão entrou em vigor naquele dia.
Em 28 de dezembro de 2021, foi relatado que a Fundação Anticorrupção, a Fundação de Proteção dos Direitos dos Cidadãos e 18 indivíduos, incluindo Alexei Navalny, entraram com um recurso de cassação no Segundo Tribunal de Cassação de Jurisdição Geral. Em 25 de março de 2022, a Segunda Corte de Cassação rejeitou todos os recursos e manteve as sentenças dos tribunais inferiores (processo nº 8а-5101/2022).
Em outubro de 2021, Navalny disse que a comissão penitenciária russa o designou como “terrorista” e “extremista”, mas que ele não era mais considerado um risco de fuga. Em janeiro de 2022, a Rússia incluiu ele e seus assessores na lista de “terroristas e extremistas”. Em 28 de junho de 2022, Navalny perdeu sua apelação por ter sido designado como “extremista” e “terrorista”.

### Acusações posteriores

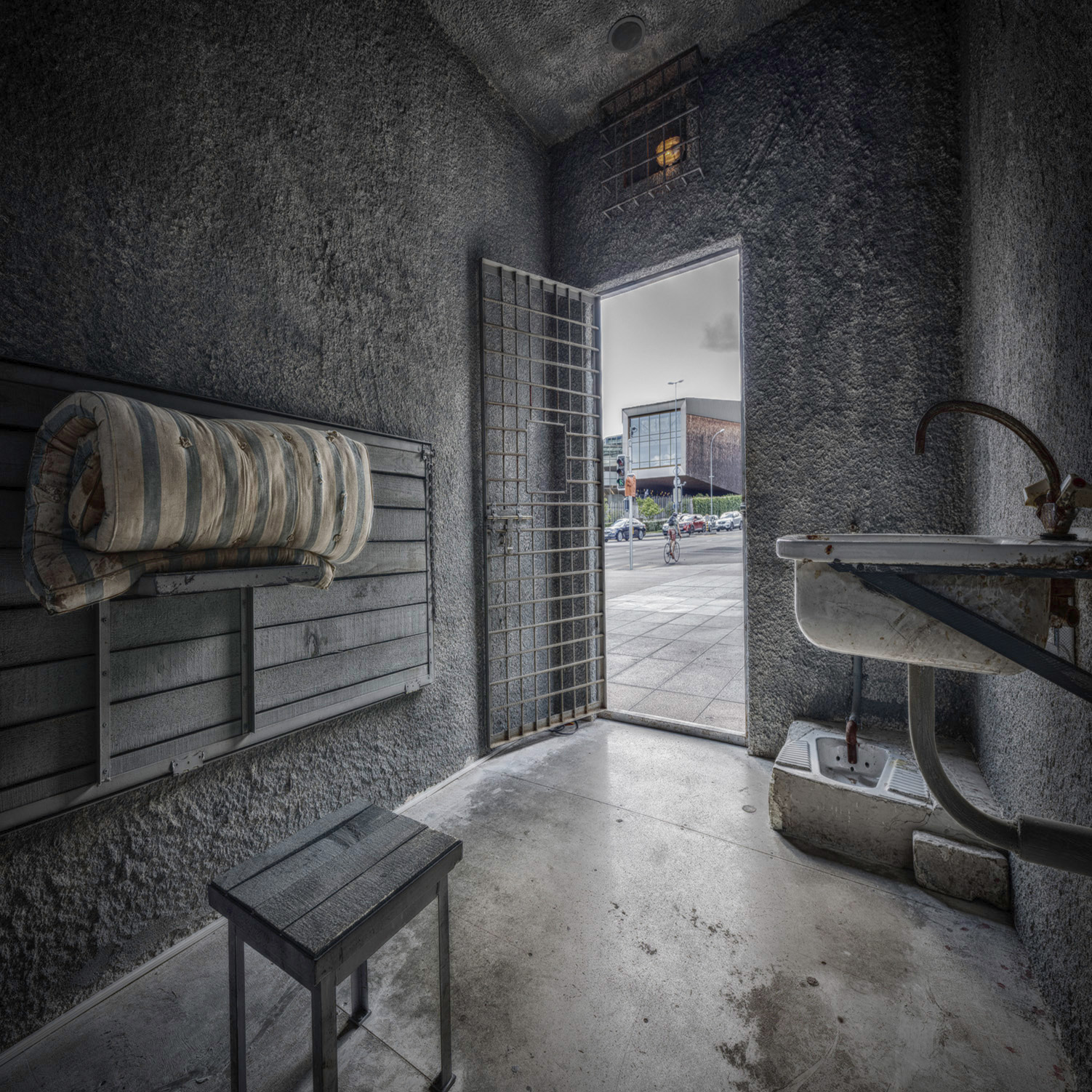
Interior da réplica da cela de confinamento solitário para Navalny, chamada SHiZO, em Genebra, junho de 2023.

Em fevereiro de 2022, Alexei Navalny enfrentou uma pena adicional de 10 a 15 anos de prisão em um novo julgamento por acusações de fraude e desacato ao tribunal. As acusações alegavam que ele havia roubado US$ 4,7 milhões (£ 3,5 milhões) de doações feitas a suas organizações políticas e insultado um juiz. Ele foi julgado em uma sala de audiências improvisada na colônia correcional em que estava preso. A Anistia Internacional analisou de forma independente os materiais do julgamento, chamando as acusações de “arbitrárias” e “politicamente motivadas”.
Em 21 de fevereiro de 2022, a testemunha de acusação Fyodor Gorozhanko se recusou a testemunhar contra Navalny no julgamento, declarando que os investigadores o haviam “pressionado” a testemunhar sobre as informações que desejavam e que ele não acreditava que Navalny tivesse cometido qualquer crime. Em 24 de fevereiro, durante seu julgamento, Navalny condenou a invasão russa da Ucrânia que começou naquele dia e pediu ao tribunal que incluísse sua declaração no protocolo do julgamento. Ele disse que isso “levaria a um grande número de vítimas, futuros destruídos e a continuação dessa linha de empobrecimento dos cidadãos da Rússia”. Ele chamou a guerra de uma distração para a população para “desviar sua atenção dos problemas que existem dentro do país”.
Em 22 de março de 2022, Navalny foi considerado culpado de desacato ao tribunal e desvio de fundos e recebeu uma sentença de 9 anos em uma prisão de segurança máxima; ele também foi condenado a pagar uma multa de 1,2 milhão de rublos (aproximadamente US$ 13.000). A Anistia Internacional descreveu o julgamento como uma “farsa”.
Em 17 de maio de 2022, Navalny abriu um processo de apelação contra a sentença; o tribunal disse que o processo seria retomado em 24 de maio, depois que Navalny solicitou o adiamento da audiência para ter uma reunião familiar antes de ser transferido. Em 24 de maio, o Tribunal da Cidade de Moscou confirmou a sentença do tribunal de primeira instância.
Em 31 de maio de 2022, Navalny disse que foi notificado oficialmente sobre as novas acusações de extremismo feitas contra ele, nas quais ele poderia pegar até 15 anos adicionais de prisão.
Em meados de junho de 2022, Navalny foi transferido para a prisão de segurança máxima IK-6 em Melekhovo, Oblast de Vladimir.
Em 11 de julho de 2022, Navalny anunciou o relançamento de sua Fundação Anticorrupção como uma organização internacional com um conselho consultivo que inclui sua esposa Yulia Navalnaya, Guy Verhofstadt, Anne Applebaum e Francis Fukuyama; Navalny também declarou que a primeira contribuição para a Fundação Anticorrupção Internacional seria o Prêmio Sakharov (US$ 50.000) que lhe foi concedido.

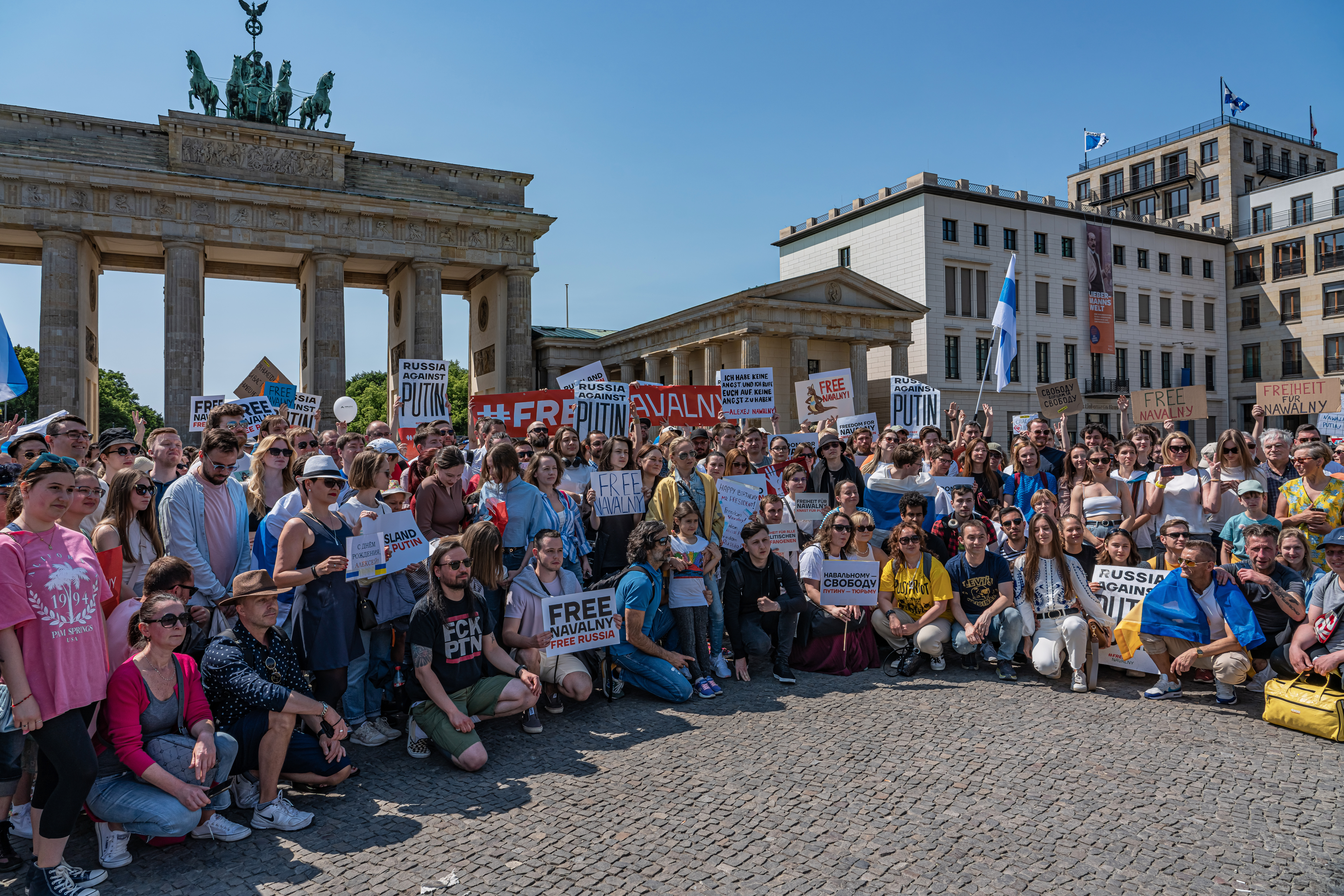
Manifestação "FreeNavalny" em Berlim no 47º aniversário de Navalny, em 4 de junho de 2023. Alguns manifestantes têm uma bandeira branca-azul-branca.

Em 7 de setembro de 2022, Navalny disse que havia sido colocado em confinamento solitário pela quarta vez em pouco mais de um mês, imediatamente após sua libertação. No dia seguinte, ele disse que o sigilo cliente-advogado foi revogado e que as autoridades prisionais o acusaram de continuar a cometer crimes na prisão.
Em 4 de outubro de 2022, aliados de Navalny disseram que estavam relançando sua rede política regional para combater a mobilização e a guerra.
Em 17 de novembro de 2022, Navalny declarou que agora estava em confinamento solitário permanente. As infrações, além da tentativa de iniciar um sindicato entre os prisioneiros, foram: não abotoar o colarinho, não limpar o pátio da prisão suficientemente bem e dirigir-se a um funcionário da prisão por sua patente militar em vez de seu patronímico.
Em 10 de janeiro de 2023, mais de 400 médicos na Rússia assinaram uma carta aberta ao presidente Putin exigindo que as autoridades penitenciárias “parassem de abusar” de Navalny, depois que se soube que ele adoeceu com gripe na solitária e que seus advogados não tinham permissão para lhe dar medicamentos básicos. Menos de um mês depois, Navalny foi transferido para uma cela de punição isolada, uma forma mais rigorosa de prisão reservada para aqueles que violam as regras da prisão, pelo prazo máximo de seis meses.
Em 4 de agosto de 2023, Navalny foi condenado a mais 19 anos em uma colônia de “regime especial” por acusações que incluíam incitar publicamente atividades extremistas, financiar atividades extremistas e “reabilitar a ideologia nazista”; o Tribunal da Cidade de Moscou o considerou culpado de todas as acusações em um julgamento a portas fechadas. Em uma postagem na mídia social publicada no dia anterior, Navalny declarou que esperava receber uma sentença “stalinista” e convocou seus apoiadores a lutar contra a corrupção. De acordo com seus advogados, após essa última sentença, Navalny teria sido libertado em dezembro de 2038.
Em 13 de outubro de 2023, três de seus advogados, Vadim Kobzev, Igor Sergunin e Alexei Liptser, foram detidos sob a acusação de participar de um “grupo extremista”. Navalny comentou que “assim como nos tempos soviéticos, não apenas os ativistas políticos estão sendo processados e transformados em prisioneiros políticos, mas também seus advogados”.

### Na colônia de “regime especial” IK-3

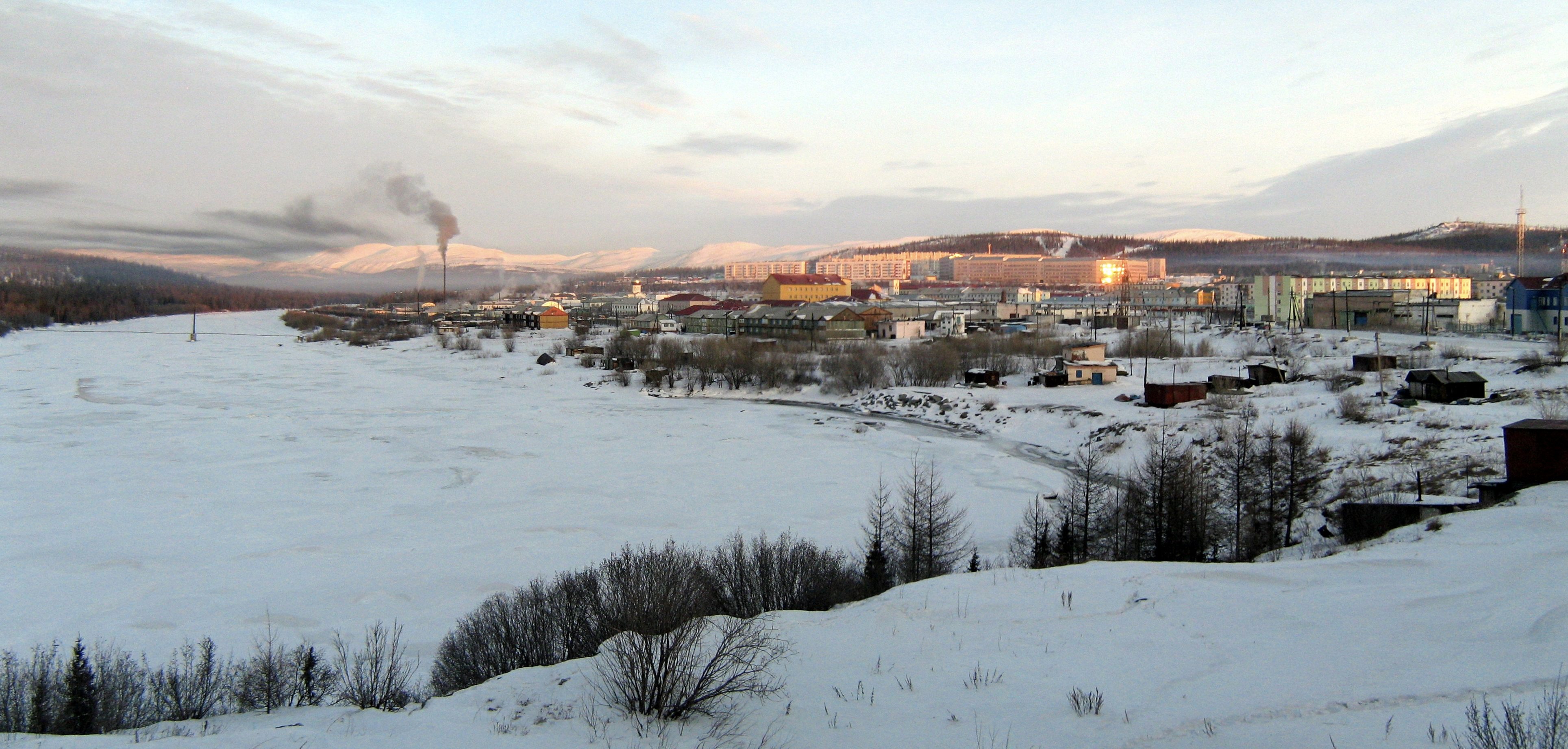
Kharp e IK-3

Em 11 de dezembro de 2023, os assessores de Navalny revelaram que não tiveram nenhum contato com Navalny por seis dias. De acordo com suas declarações, ele foi removido da colônia penal onde estava preso e seu paradeiro atual não é conhecido. O desaparecimento ocorreu depois que Navalny foi condenado a mais 19 anos em agosto e no início da campanha para a eleição presidencial russa de 2024, à qual Putin anunciou recentemente sua candidatura. Os assessores de Navalny estavam se preparando para sua transferência para uma colônia de “regime especial” (o grau mais severo do sistema prisional da Rússia). Seu último paradeiro conhecido foi o campo de prisioneiros IK-6 em Vladimir Oblast, onde, em 15 de dezembro, os funcionários comentaram que Navalny havia deixado a instalação e estava sendo transferido para outra prisão. Em 25 de dezembro de 2023, descobriu-se que ele estava na colônia de “regime especial” IK-3, conhecida como “Polar Wolf”, em Kharp, no Okrug Autônomo de Yamalo-Nenets. Ele permaneceu lá até sua morte em 16 de fevereiro de 2024.

### Status de prisioneiro político
O Memorial do Centro de Direitos Humanos reconheceu Navalny como um prisioneiro político em 2021. A APCE também considerou Navalny um prisioneiro político. Em 24 de maio de 2024, a DW News transmitiu um artigo que relatava que Navalny e Evan Gershkovich haviam, no início de 2024, quase sido trocados por Vadim Krasikov, que, em agosto de 2019, no Parque Tiergarten, em Berlim, assassinou Zelimkhan Khangoshvili, um cidadão georgiano e checheno étnico que se opunha com violência ao regime de Putin.

## Morte e legado

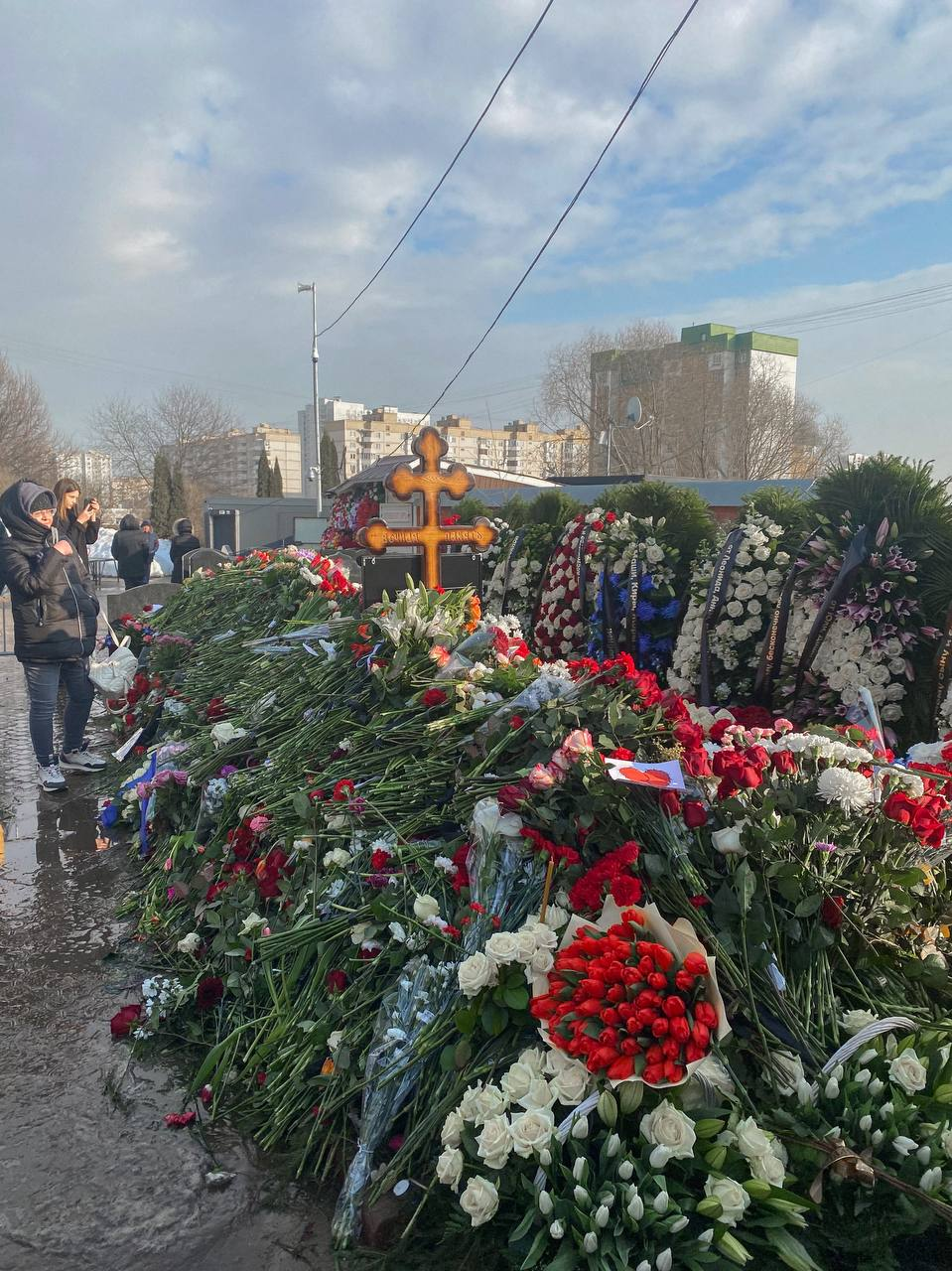
Túmulo de Alexei Navalny, março de 2024.

Em 16 de fevereiro de 2024, o Serviço Penitenciário Federal anunciou que Navalny havia morrido na prisão em Yamalo-Nenets, na Sibéria Ocidental, depois de dar um passeio e se sentir mal naquela manhã. Ele teria morrido às 14h17, horário de Yekaterinburg. A declaração da prisão afirmou: “Todas as medidas de ressuscitação necessárias foram realizadas, mas não produziram resultados positivos [...]. Os paramédicos confirmaram a morte do condenado”. Kira Yarmysh, porta-voz de Navalny, confirmou sua morte no dia seguinte e exigiu que seu corpo fosse devolvido à família. Antes de sua morte, Navalny havia sido tratado em um hospital após reclamar de desnutrição e outras doenças devido aos maus-tratos na prisão. Seu corpo foi entregue à sua mãe em 24 de fevereiro de 2024. Em 27 de fevereiro de 2024, Vasily Dubkov, advogado de Navalny, foi brevemente detido em Moscou por “violar a ordem pública”, como parte das contínuas repressões à equipe jurídica de Navalny e à Fundação Anticorrupção pelas autoridades russas.
Em 13 de outubro de 2023, três dos advogados de Navalny, Igor Sergunin, Alexei Liptser e Vadim Kobzev, foram presos e acusados de “participação em uma comunidade extremista” por transmitirem suas mensagens da colônia penal para o mundo exterior. A punição para esse crime é de até 6 anos de prisão.
Patriot, um livro de memórias que Navalny começou a escrever na Alemanha após ser envenenado, foi publicado postumamente em 22 de outubro de 2024, lançado por sua esposa Yulia Navalnaya. Ele disse que planejava escrever “uma autobiografia com um thriller intrigante sobre a descoberta de uma tentativa de assassinato usando armas químicas”, mas depois disse que se transformou mais em “um diário de prisão”, o que levou a comparações com Alexander Solzhenitsyn e Vladimir Bukovsky.

## Recepção

### Atividades políticas

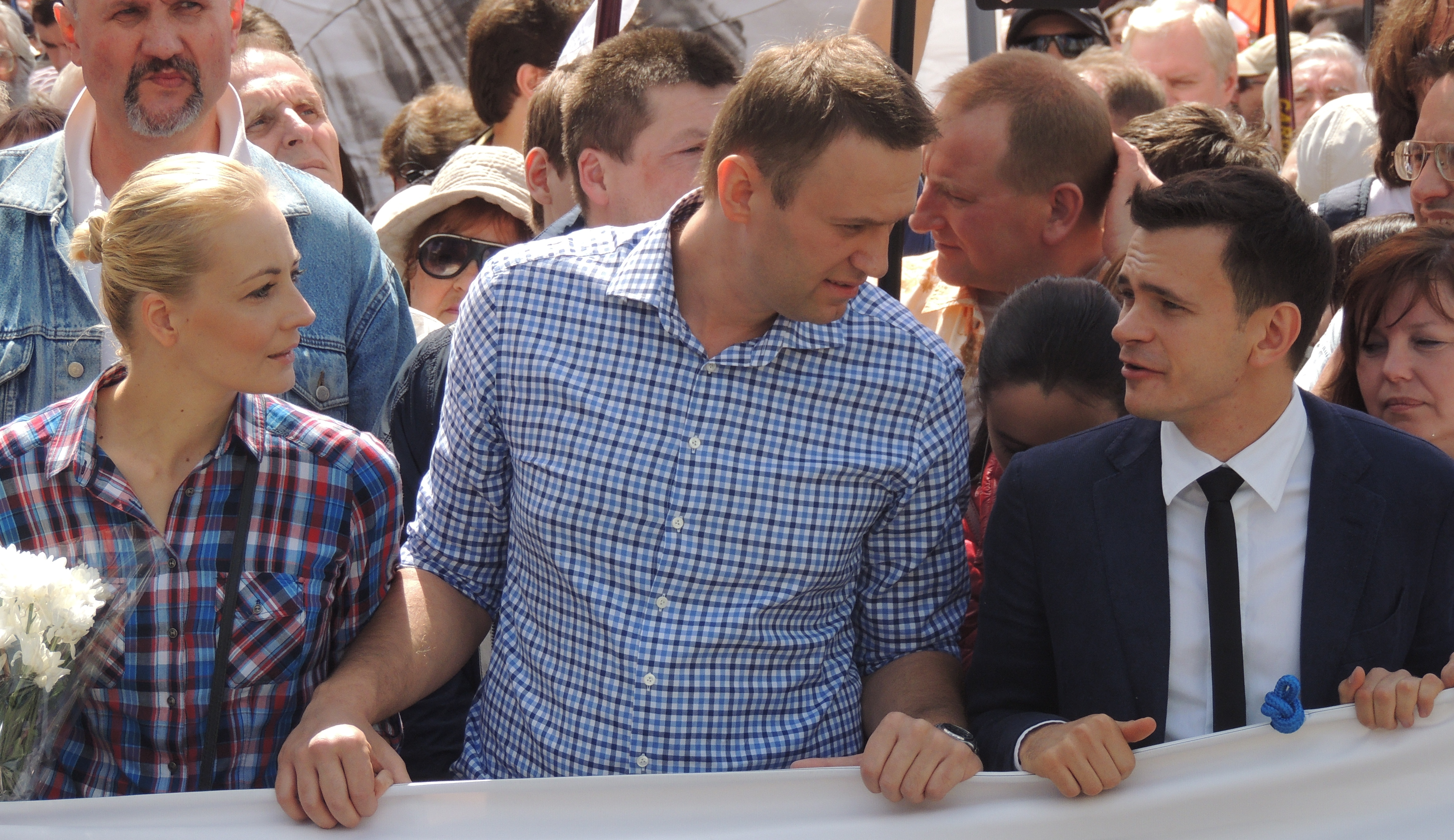
Navalny, sua esposa Yulia e o político da oposição russa Ilya Yashin, 12 de junho de 2013.

Em outubro de 2010, Navalny foi o vencedor de uma pesquisa on-line para prefeito de Moscou, realizada pelo Kommersant e pelo Gazeta.Ru. Ele recebeu cerca de 30.000 votos, ou 45%, sendo que o rival mais próximo foi “Contra todos os candidatos”, com cerca de 9.000 votos (14%), seguido pelo ex-vice-primeiro-ministro da Rússia Boris Nemtsov, com 8.000 votos (12%) em um total de cerca de 67.000 votos.
A reação ao resultado real da eleição para prefeito de Navalny em 2013, em que ele ficou em segundo lugar, foi mista: O Nezavisimaya Gazeta declarou: “A campanha eleitoral transformou um blogueiro em político” e, após uma pesquisa do Levada Center de outubro de 2013, que mostrou que Navalny entrou na lista de possíveis candidatos presidenciais entre os russos, recebendo uma classificação de 5%, Konstantin Kalachev, líder do Grupo de Especialistas Políticos, declarou que 5% não era o limite para Navalny e que, a menos que algo extraordinário acontecesse, ele poderia se tornar “um pretendente a um segundo lugar na corrida presidencial”. Por outro lado, o The Washington Post publicou uma coluna de Milan Svolik que afirmava que a eleição foi justa para que Sobyanin pudesse mostrar uma vitória limpa, desmoralizando a oposição, que poderia, de outra forma, correr para os protestos de rua. O secretário de imprensa de Putin, Dmitry Peskov, declarou em 12 de setembro: “Seu resultado momentâneo não pode atestar seu equipamento político e não fala dele como um político sério”.
Ao se referir a Navalny, Putin nunca pronunciou seu nome em público, referindo-se a ele como “senhor” ou algo semelhante; Julia Ioffe interpretou isso como um sinal de fraqueza diante do político da oposição, e Peskov declarou posteriormente que Putin nunca pronunciou seu nome para não “dar [a Navalny] uma parte de sua popularidade”. Em julho de 2015, fontes da Bloomberg “familiarizadas com o assunto” declararam que havia uma proibição informal do Kremlin para que autoridades russas de alto escalão mencionassem o nome de Navalny. Peskov rejeitou a suposição de que houvesse tal proibição; no entanto, ao fazê-lo, ele também não mencionou o nome de Navalny.

### Avaliações

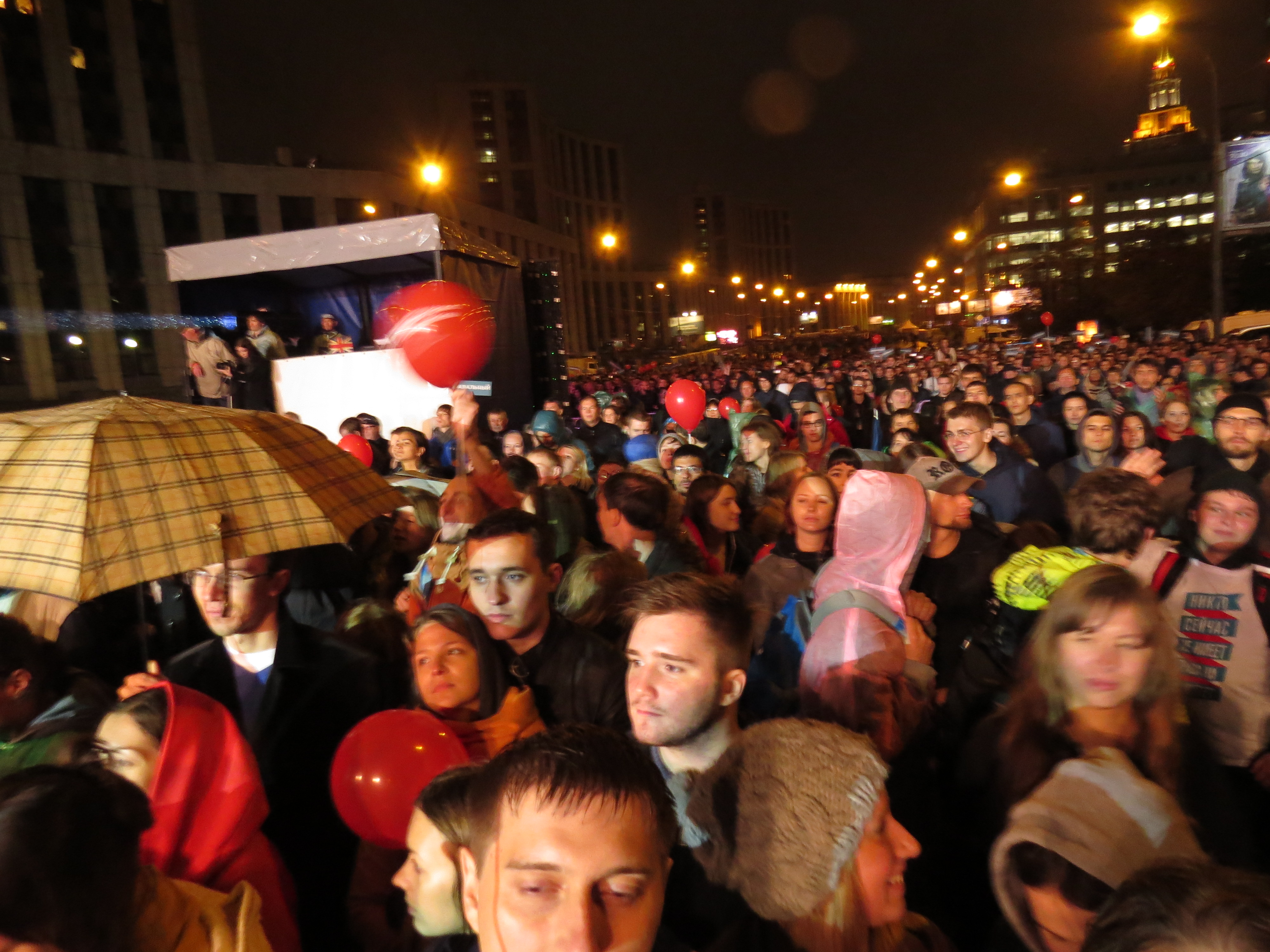
Concerto em apoio a Navalny, 6 de setembro de 2013.

Em uma pesquisa do Levada Center de 2013, o reconhecimento de Navalny entre a população russa foi de 37%. Entre os que reconheciam Navalny, 14% apoiariam “definitivamente” ou “provavelmente” sua candidatura presidencial.
O Levada Center também realizou outra pesquisa, que foi divulgada em 6 de abril de 2017, mostrando que o reconhecimento de Navalny entre a população russa é de 55%. Entre os que reconheceram Navalny, 4% votariam “definitivamente” nele e 14% “provavelmente” votariam nele na eleição presidencial. Em outra pesquisa realizada pelo mesmo instituto de pesquisa em agosto de 2020, 4% dos entrevistados disseram que confiavam mais em Navalny (de uma lista de políticos), um aumento em relação aos 2% do mês anterior.
De acordo com pesquisas realizadas pelo Levada Center em setembro de 2020, 20% dos russos aprovavam as atividades de Navalny, 50% desaprovavam e 18% nunca tinham ouvido falar dele. Entre os que conseguiram reconhecer Navalny, 10% disseram que tinham “respeito” por ele, 8% tinham simpatia e 15% “não podiam dizer nada de ruim” sobre ele. 31% eram “neutros” em relação a ele, 14% “não podiam dizer nada de bom” sobre ele e 10% não gostavam dele.

### Processos criminais
Durante e após o julgamento do caso Kirovles, várias pessoas importantes expressaram apoio a Navalny e/ou condenaram o julgamento. O último líder soviético, Mikhail Gorbachev, chamou o julgamento de “prova de que não temos tribunais independentes”. O ex-ministro das Finanças, Alexei Kudrin, declarou que o julgamento estava “parecendo menos uma punição do que uma tentativa de isolá-lo da vida social e do processo eleitoral”. A decisão também foi criticada pelo romancista Boris Akunin e pelo oligarca russo preso Mikhail Khodorkovsky, que a consideraram semelhante ao tratamento dado aos oponentes políticos durante a era soviética.
Vladimir Zhirinovsky, líder do partido nacionalista PLDR, chamou o veredito de “um aviso direto à nossa ‘quinta coluna’” e acrescentou: “Esse será o destino de todos que estão ligados ao Ocidente e trabalham contra a Rússia”. Diversas autoridades estatais condenaram o veredito. A porta-voz adjunta do Departamento de Estado dos Estados Unidos, Marie Harf, declarou que os Estados Unidos estavam “muito decepcionados com a condenação e a sentença do líder da oposição Alexei Navalny”. O porta-voz da Alta Representante da União Europeia, Catherine Ashton, disse que o resultado do julgamento “levanta sérias questões sobre a situação do estado de direito na Rússia”. Andreas Schockenhoff, comissário alemão para a coordenação russo-alemã, declarou: “Para nós, essa é mais uma prova da política autoritária da Rússia, que não permite a diversidade e o pluralismo” O New York Times comentou em resposta ao veredito que “o presidente Vladimir Putin da Rússia parece realmente fraco e inseguro”.
O veredito no caso de Yves Rocher causou reações semelhantes. De acordo com Alexei Venediktov, o veredito foi “injusto”, Oleg Navalny foi feito ‘refém’, enquanto Alexei não foi preso para evitar a “reação furiosa” de Putin, que foi causada pela mudança de medida de contenção após o julgamento de Kirovles. Vários deputados indicados pelo Rússia Unida e pelo LDPR consideraram o veredito muito brando. Os especialistas entrevistados pelo Serviço Russo da BBC expressaram reações próximas às posições políticas que suas organizações geralmente defendem. O porta-voz da chefe de política externa da UE, Federica Mogherini, declarou no mesmo dia que a sentença provavelmente tinha motivação política.
A opinião pública sobre Navalny na Rússia variou ao longo do tempo. De acordo com o Levada Center, 20% das pessoas achavam que o caso Kirovles havia sido causado por uma violação real da lei, enquanto 54% concordavam que a justificativa além do caso era sua atividade anticorrupção em maio de 2011. Em maio de 2013, a proporção de pessoas que tinham essas opiniões era de 28% e 47%, respectivamente. Em setembro de 2013, as porcentagens eram de 35% e 45%. A organização sugeriu que isso foi causado pela cobertura correspondente na mídia. Em setembro de 2014, as porcentagens haviam sofrido novas alterações e eram de 37% e 38%. O centro também afirmou que a parcela dos que consideraram o resultado de outro processo criminal contra ele injusto e que Navalny não era culpado caiu de 13% em julho de 2013 para 5% em janeiro de 2015, e o número dos que consideraram o veredito muito duro também caiu de 17% para 9%. A parcela dos que consideraram o veredito justo ou muito brando era de 26% em julho de 2013 e ultrapassou 35% desde setembro de 2013.

## Posições políticas

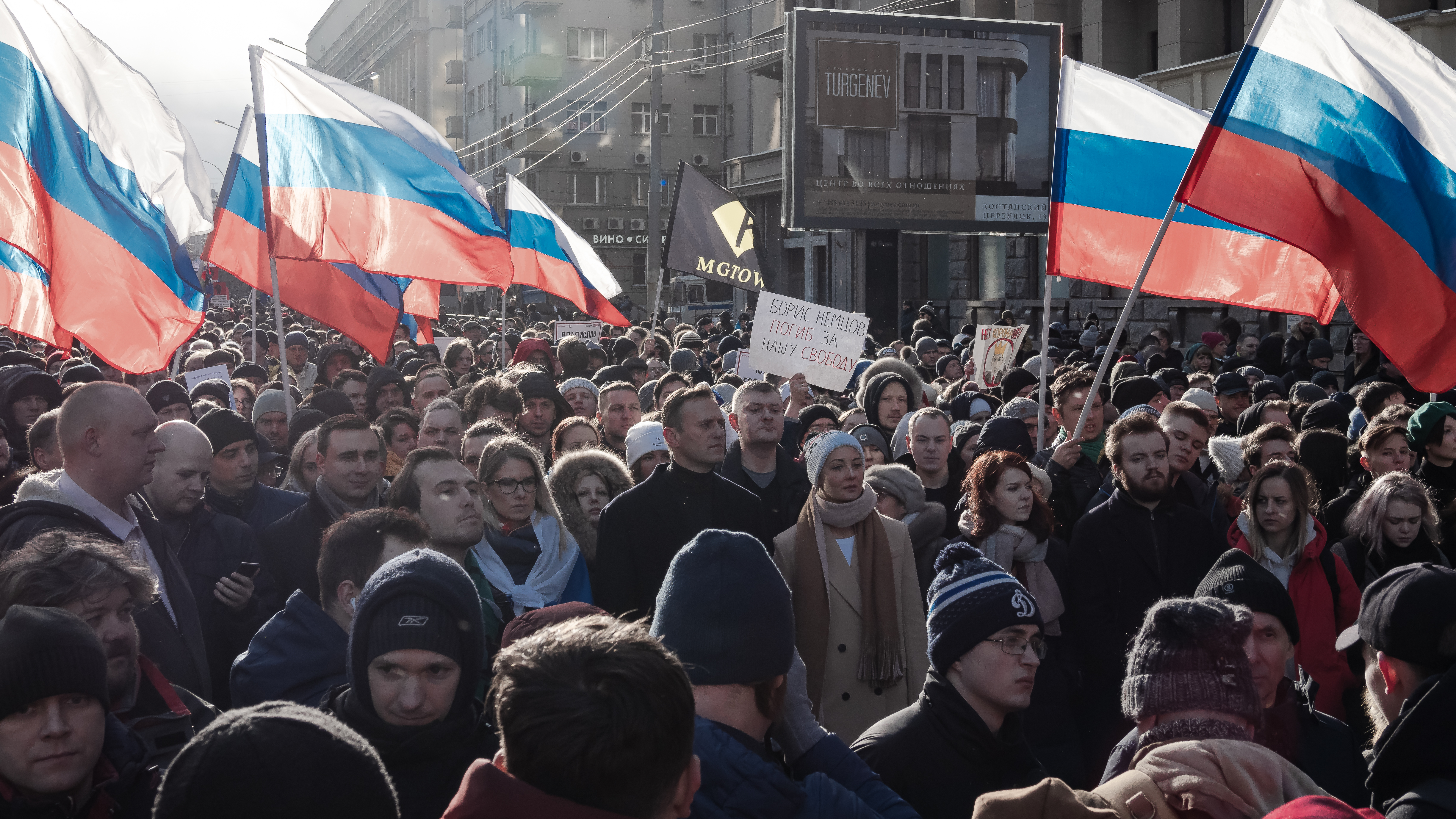
Navalny participa de uma marcha em memória de Boris Nemtsov, político da oposição assassinado em Moscou, em 29 de fevereiro de 2020.

### Corrupção

Um pôster que ganhou o concurso de Navalny intitulado Rússia Unida, um “partido de bandidos e ladrões”, 2011.

Em fevereiro de 2011, em uma entrevista à estação de rádio finam.fm, Navalny chamou o principal partido russo, o Rússia Unida, de “partido de bandidos e ladrões”. Em maio de 2011, o governo russo iniciou uma investigação criminal contra Navalny, amplamente descrita na mídia como “vingança” e pelo próprio Navalny como “uma invenção dos serviços de segurança”. Enquanto isso, “partido de bandidos e ladrões” tornou-se um slogan popular entre a oposição.

### Grupos étnicos não-russos
Suas opiniões sobre o nacionalismo russo evoluíram com o tempo. Em 2011, Navalny declarou que se considerava um “democrata nacionalista”. Anteriormente, ele participou da “Marcha Russa” de 2006, um desfile que uniu grupos nacionalistas russos de todos os tipos, e foi um dos co-organizadores da marcha de 2011. Navalny também pediu o fim dos subsídios federais aos governos “corruptos” e “ineficazes” da Chechênia e de outras repúblicas que fazem parte do norte do Cáucaso.
Em 2007, Navalny foi cofundador do Movimento Nacional de Libertação Russa, conhecido como NAROD (O Povo), que define a política de imigração como uma prioridade. O movimento se aliou a dois grupos nacionalistas, o Movement Against Illegal Immigration (Movimento contra a imigração ilegal) e o Great Russia (Grande Rússia). No mesmo ano, ele lançou vários vídeos anti-imigração, inclusive um em que defendia a deportação de imigrantes. Em um dos vídeos, no qual defende o direito às armas, ele compara as pessoas do norte do Cáucaso, onde vivem muitos muçulmanos, a baratas e imita atirar em uma que tenta “atacá-lo”. De acordo com Leonid Volkov, Navalny posteriormente se arrependeu de ter feito o vídeo de 2007.
Em 2013, após a ocorrência de tumultos étnicos em um distrito de Moscou, desencadeados por um assassinato cometido por um migrante, Navalny simpatizou com o movimento anti-imigração e comentou que as tensões étnicas e os crimes são inevitáveis devido ao fracasso das políticas de imigração do Estado. No entanto, ele disse mais tarde que "a base da minha abordagem é que é preciso se comunicar com os nacionalistas e educá-los... Acho que é muito importante explicar a eles que o problema da imigração ilegal não é resolvido espancando imigrantes, mas por outros meios democráticos".
Desde 2016, Navalny deixou de enfatizar suas declarações anteriores sobre imigração.
Em junho de 2020, ele se manifestou em apoio aos protestos do Black Lives Matter contra o racismo.

### Casamento entre pessoas do mesmo sexo
Em 2017, Leonid Volkov, chefe de gabinete de Navalny, disse que a equipe de Navalny apoia a legalização do casamento entre pessoas do mesmo sexo.

### Política externa
Suas opiniões sobre política externa evoluíram com o tempo. Inicialmente, ele apoiou a Guerra Russo-Georgiana em 2008, tendo pedido ao exército russo que atacasse o Estado-Maior da Geórgia, chamando os georgianos de “roedores” e solicitando que todos os cidadãos da Geórgia fossem expulsos da Federação Russa. Posteriormente, ele se desculpou por insultar os georgianos, ao mesmo tempo em que declarou que sua posição de princípios permanecia inalterada. Navalny também argumentou em 2008 e novamente em 2017 que a Rússia deveria reconhecer a independência da região separatista da Moldávia, a Transnístria.

### Ucrânia
No início de 2012, Navalny disse na TV ucraniana que “a Ucrânia e a Bielorrússia são aliados naturais da Rússia e a política externa russa deve ser direcionada ao máximo para a integração com a Ucrânia e a Bielorrússia... De fato, somos uma nação”. Durante a mesma transmissão, Navalny disse que não é contra a independência ou a identidade nacional da Ucrânia. Ele também afirmou ver na Ucrânia “uma conspiração para invadir a Ucrânia com o objetivo de se juntar à Rússia, visível em todos os lugares”, e acrescentou: “Vou desapontá-lo - não há quatro pessoas sentadas no Kremlin que decidem se a Ucrânia deve ou não se juntar à Rússia”.
Em março de 2014, após a anexação da Crimeia pela Rússia, Navalny pediu mais sanções contra autoridades e empresários ligados a Putin e propôs sua própria lista de sanções, dizendo que as sanções anteriores dos EUA e da UE foram “ridicularizadas”. Em outubro de 2014, Navalny sugeriu que o destino da Crimeia deveria ser resolvido com a realização de um referendo novo e justo. Navalny também disse que o governo de Putin deveria parar de “patrocinar a guerra” em Donbas. Navalny criticou fortemente as políticas de Vladimir Putin na Ucrânia: "Putin gosta de falar sobre o ‘mundo russo’, mas na verdade ele o está tornando menor. Na Bielorrússia, eles cantam músicas anti-Putin nos estádios de futebol; na Ucrânia, eles simplesmente nos odeiam. Atualmente, na Ucrânia, não há políticos que não tenham posições extremamente antirrussas. Ser antirrusso é a chave para o sucesso agora na Ucrânia, e isso é culpa nossa".
Em 2018, após o estabelecimento da Igreja Ortodoxa autônoma da Ucrânia, um evento rotulado como o fim de mais de três séculos de controle espiritual e temporal russo da fé dominante na Ucrânia, Navalny tuitou: "O que levou séculos para ser criado foi destruído por Putin e seus idiotas em quatro anos... Putin é o inimigo do mundo russo".
Em fevereiro de 2022, Navalny comparou o reconhecimento da República Popular de Donetsk e da República Popular de Luhansk pela Rússia com o momento em que os líderes soviéticos enviaram tropas para o Afeganistão em 1979, descrevendo ambos os eventos como uma distração para a população dos problemas reais. Ele disse acreditar que, embora Putin não permita que a Ucrânia se desenvolva, a Rússia pagará o mesmo preço e que Putin precisa ser removido para salvar a Rússia.
Em 2 de março de 2022, Navalny conclamou os cidadãos russos a realizarem protestos diários contra a invasão russa na Ucrânia, dizendo que a Rússia não deveria ser uma “nação de pessoas assustadas” e “covardes que fingem não perceber a guerra agressiva” lançada por “nosso czar insano”.

Se, para evitar a guerra, precisarmos encher as prisões e as vans da polícia, encheremos as prisões e as vans da polícia. Tudo tem um preço e agora, na primavera de 2022, devemos pagar esse preço.— Alexei Anatolievich Navalny
Em 5 de abril de 2022, referindo-se aos crimes de guerra que ocorreram na Ucrânia, Navalny disse que a “monstruosidade das mentiras” na mídia estatal russa "é inimaginável. E, infelizmente, sua capacidade de persuasão também é para aqueles que não têm acesso a informações alternativas". Ele tweetou que os “belicistas” entre as personalidades da mídia estatal russa "deveriam ser tratados como criminosos de guerra. Desde os editores-chefes até os apresentadores de programas de entrevistas e editores de notícias, [eles] deveriam ser sancionados agora e julgados algum dia". No mês seguinte, Navalny chamou a invasão de “guerra estúpida” baseada em mentiras.
Navalny criticou a mobilização russa de 2022. Durante uma audiência no tribunal em 21 de setembro, ele disse: "Não entendo uma coisa. O exército tem um milhão de pessoas, a Rosgvardia tem 350.000 pessoas, o Ministério do Interior tem mais um milhão e meio ou dois milhões de pessoas e o Serviço Penitenciário Federal está cheio de pessoas. Por que eles estão recrutando civis?" Em outra audiência no tribunal, dois dias depois, Navalny disse: "Vocês não vão calar minha boca com sua ShIZO [cela de castigo]. Isso é um crime contra meu país. Não tenho nada a ver com isso e não vou me calar. Espero que todos que me ouvirem não se calem. Porque o que está acontecendo agora é muito mais terrível do que quaisquer 12 ou 112 dias em uma ShIZO [cela de castigo]. Trata-se de um crime histórico, que está envolvendo centenas de milhares de pessoas nesse crime".
Em 20 de fevereiro de 2023, ele condenou Putin por “destruir” o futuro da própria Rússia “apenas para fazer com que nosso país pareça maior no mapa” e disse que a Rússia deve encerrar sua ocupação da Ucrânia e reconhecer as fronteiras da Ucrânia como foram estabelecidas em 1991, após o colapso da União Soviética. Navalny também disse que a Rússia teria que pagar reparações pós-guerra à Ucrânia e pediu uma investigação internacional sobre crimes de guerra, dizendo: “Dezenas de milhares de ucranianos inocentes foram assassinados e a dor e o sofrimento se abateram sobre outros milhões”.
Em 1º de fevereiro de 2024, Navalny e seus aliados convocaram seus partidários a protestar contra o presidente Vladimir Putin e a invasão da Ucrânia durante o terceiro dia da eleição presidencial russa de 2024, indo todos votar contra Putin ao mesmo tempo.

### Síria
Em 2016, Navalny se manifestou contra a intervenção russa na guerra civil da Síria, acreditando que há problemas internos na Rússia que precisam ser resolvidos em vez de se envolver em guerras estrangeiras. Ele também disse que a Rússia não deveria “tentar salvar Assad, que representa uma junta militar”, e disse que entrar na guerra no mesmo lado que o Irã e o Hezbollah, islâmicos xiitas, alimentou a raiva entre a comunidade muçulmana predominantemente sunita da Rússia.

## Prêmios e honrarias

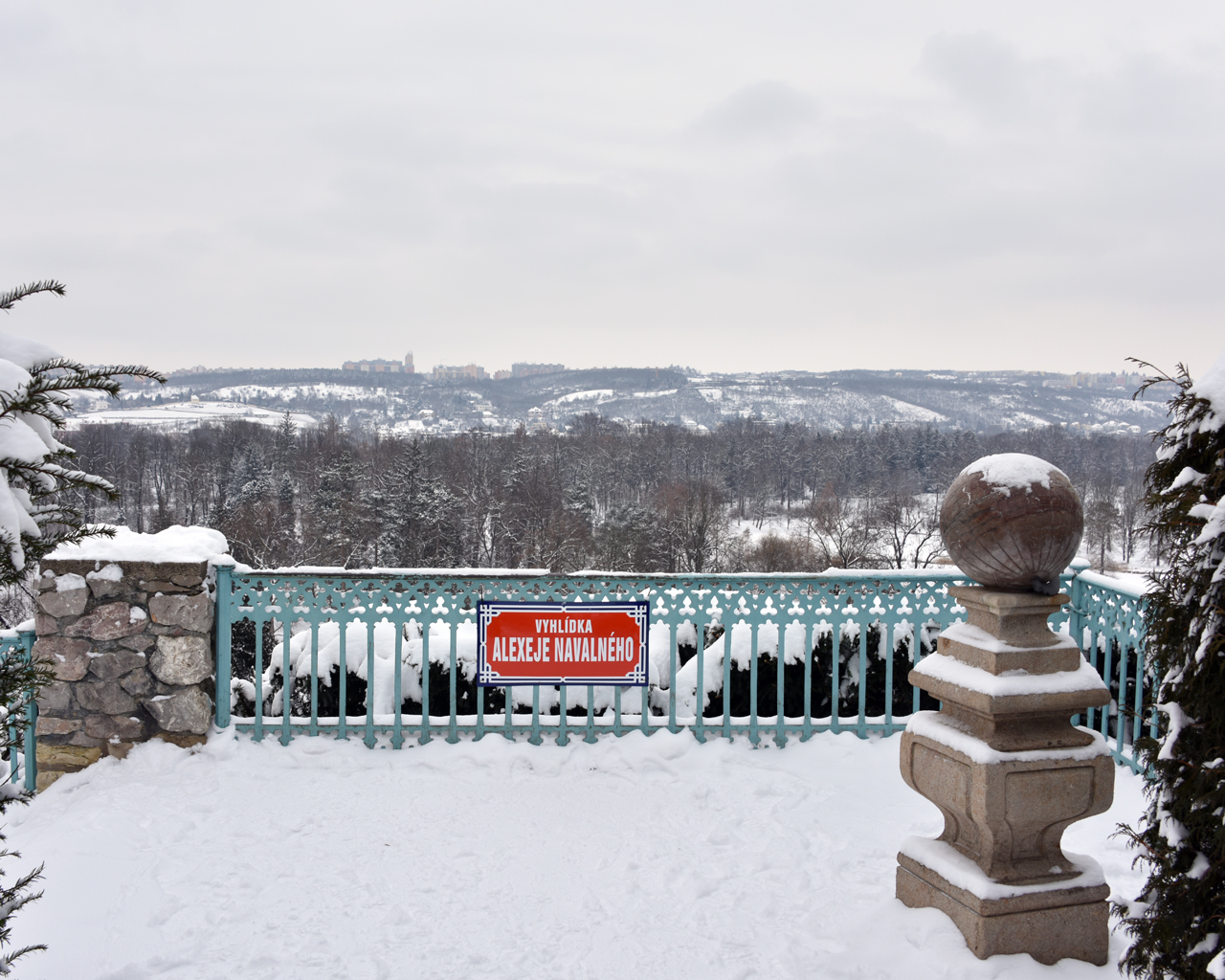
Ponto de vista panorâmico de Alexei Navalny em Praga, 2021.

Navalny foi nomeado “Pessoa do Ano de 2009” pelo jornal de negócios russo Vedomosti e pelo observador da bolsa de valores Stock in Focus.
Em 22 de abril de 2010, Navalny recebeu o prêmio da revista Finance na indicação “por proteger os direitos dos acionistas minoritários”.
Em 2011, a revista Foreign Policy indicou Navalny para o Top 100 Global Thinkers da FP, juntamente com Daniel Domscheit-Berg e Sami Ben Gharbia da Tunísia, por “moldar o novo mundo da transparência governamental”. Em 2013, Navalny ficou em 48º lugar entre os “pensadores do mundo” em uma pesquisa on-line da revista britânica Prospect.
Em 2015, Alexei e Oleg Navalny foram escolhidos para receber o “Prêmio da Plataforma Europeia de Memória e Consciência 2015”. De acordo com a declaração da plataforma, "Os membros da Plataforma votaram este ano nos irmãos Navalny, em reconhecimento à sua coragem pessoal, luta e sacrifícios para defender os valores democráticos fundamentais e as liberdades na Federação Russa atual. Com a concessão do Prêmio, a Plataforma deseja expressar seu respeito e apoio ao Sr. Oleg Navalny, que a Plataforma considera um prisioneiro político, e ao Sr. Alexei Navalny por seus esforços para expor a corrupção, defender o pluralismo político e a oposição ao crescente regime autoritário na Federação Russa".
Em junho de 2017, Navalny foi incluído na lista da Time das 25 pessoas mais influentes do mundo na Internet. Em dezembro de 2017, ele foi nomeado “Político do Ano de 2017” pelo Vedomosti.
Ele foi nomeado “Político do Ano de 2019” pelos leitores do Vedomosti.
Navalny foi indicado para o Prêmio Nobel da Paz de 2021 por vários membros do parlamento norueguês. Uma petição na Internet para o Comitê do Nobel em apoio à candidatura de Navalny foi assinada por mais de 38.000 pessoas.
Após a prisão de Navalny em fevereiro de 2021, a Fundação Boris Nemtsov para a Liberdade concedeu a Navalny o Prêmio Boris Nemtsov de Coragem. Um ponto de vista cênico de Alexei Navalny também foi instalado em Praga, com vista direta da Embaixada da Rússia, perto da Praça Boris Nemtsov, em frente à Embaixada da Rússia e do Passeio Anna Politkovskaya.

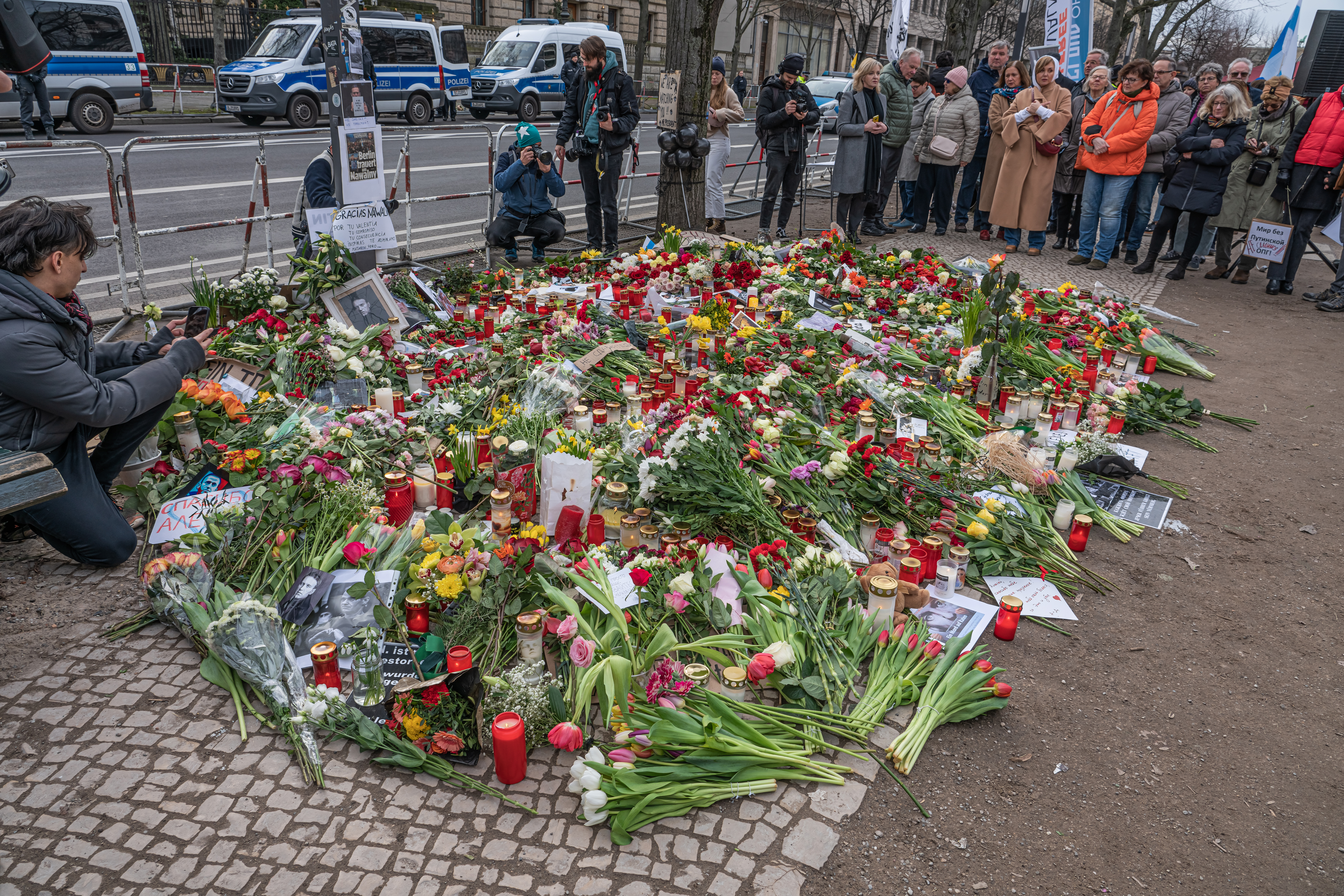
Memorial após a morte de Navalny em frente à Embaixada da Rússia em Berlim, Alemanha.

Em setembro de 2021, ele recebeu o Prêmio Cavaleiro da Liberdade, conferido pela Fundação Casimir Pulaski.
Em outubro de 2021, ele recebeu o Prêmio Sakharov, o prêmio anual de direitos humanos do Parlamento Europeu. David Sassoli, Presidente do Parlamento Europeu, anunciou que o prêmio era para reconhecer que Navalny "lutou incansavelmente contra a corrupção do regime de Vladimir Putin. Isso lhe custou sua liberdade e quase sua vida".
Mais tarde, no mesmo ano, ele também recebeu um prêmio alemão por seus esforços na defesa da liberdade de expressão - o M100 Media Award.
Em 2022, ele recebeu o Prêmio dos EUA por Coragem Civil.
Em 2023, o documentário sobre ele, Navalny, dirigido por Daniel Roher, ganhou o prêmio de Melhor Documentário no 76º British Academy Film Awards e Melhor Documentário no 95º Academy Awards.

## Família e vida pessoal

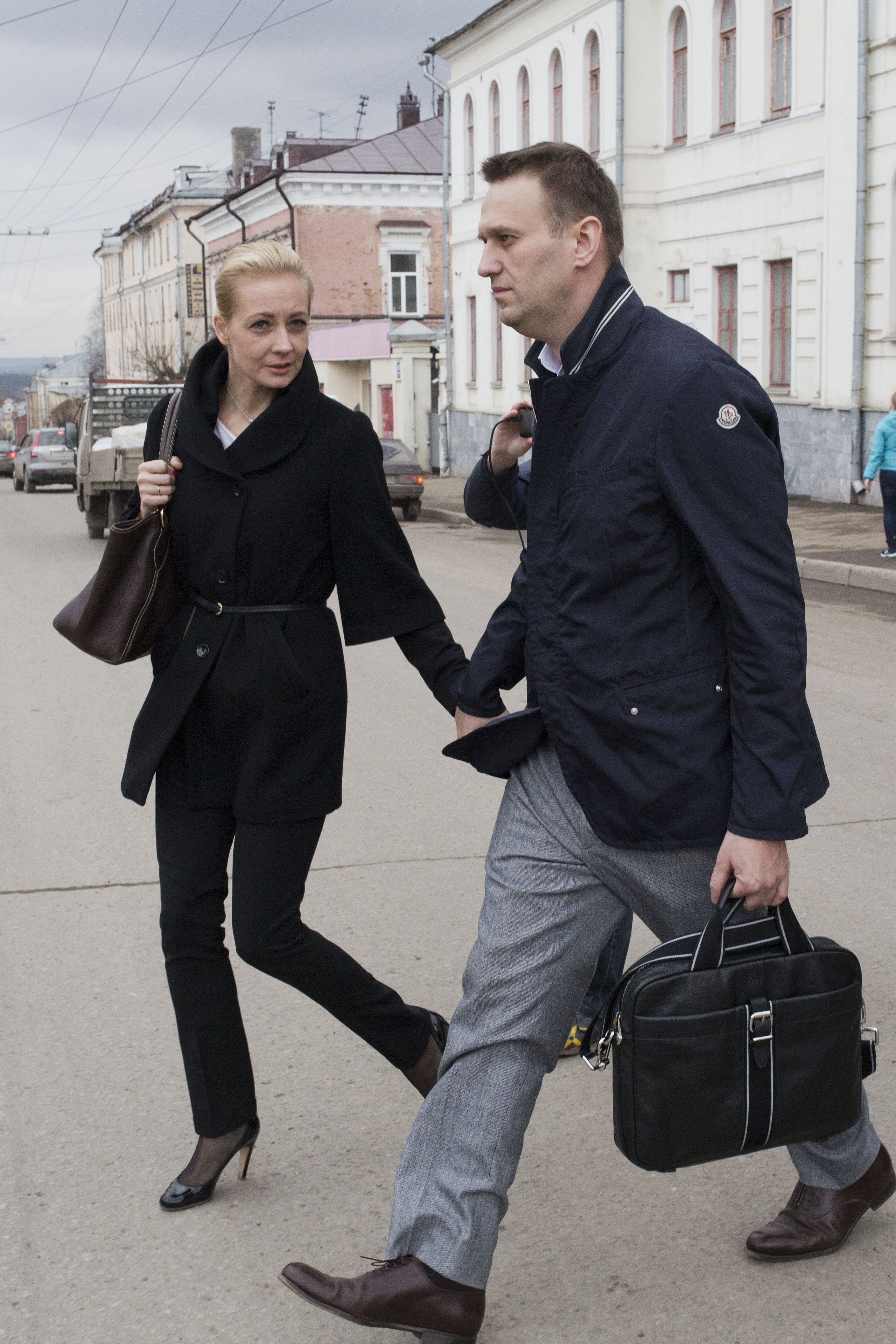
Navalny e sua esposa Yulia em 2013.

Navalny era casado com Yulia Navalnaya (nome de solteira: Yulia Borisovna Abrosimova) e o casal tinha dois filhos, a filha Darya (Dasha) Navalnaya, que começou os estudos de graduação na Universidade de Stanford em setembro de 2019, e o filho Zakhar.
A partir de 1998, Navalny passou a viver principalmente em um apartamento de três cômodos no distrito de Maryino, no sudeste de Moscou.
Navalny era originalmente ateu, mas depois se tornou membro da Igreja Ortodoxa Russa. Ele disse que o fato de se voltar para a Igreja Ortodoxa o fez se sentir “parte de algo grande e universal”.
Em 17 de janeiro de 2021, Navalny foi novamente preso quando retornava à Rússia, depois de ter sido obrigado a deixar o país para receber tratamento médico na Alemanha devido a uma tentativa de envenenamento contra sua vida que havia ocorrido recentemente na Rússia. Ele permaneceu preso (inicialmente na colônia penal IK-2) e foi alojado na prisão de segurança máxima IK-6 em Melekhovo no Oblast de Vladimir. Navalny foi listado pela Anistia Internacional (AI) como prisioneiro de consciência em maio de 2021, o que significa que a AI considerou que o encarceramento de Navalny se deveu principalmente às suas crenças políticas.
Além de seu russo nativo, Navalny também falava inglês.

## Livros e publicações
- Opposing Forces (Forças opostas): Planejando a Nova Rússia (8 de dezembro de 2016)
- “Vladimir Putin: As 100 pessoas mais influentes de 2022”, Time 100, Time, (22 de maio de 2022)
- Patriot (22 de outubro de 2022), um livro de memórias escrito enquanto ele estava na prisão